# المسيحية في البرازيل

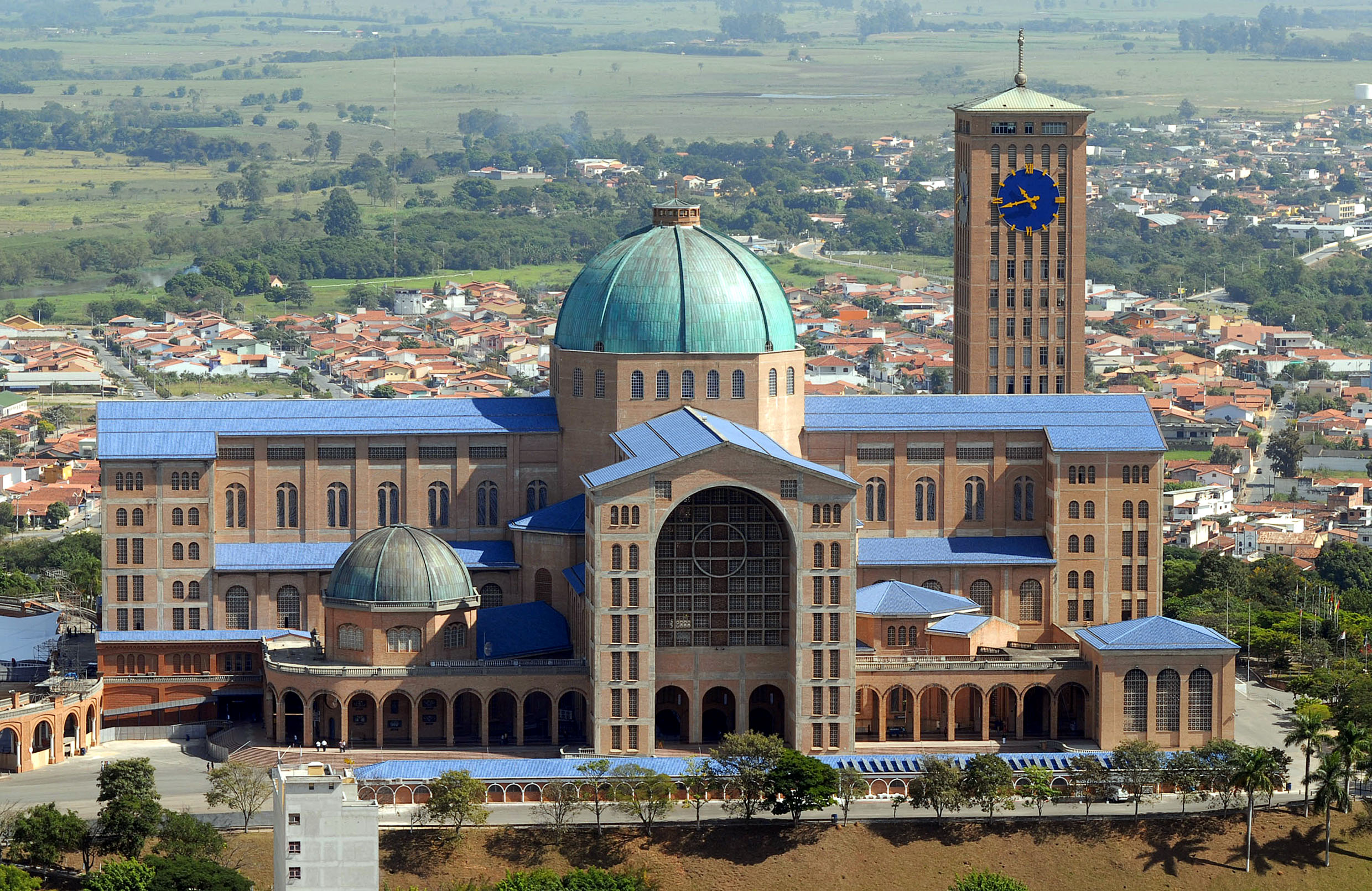
كنيسة الضريح الوطني لسيدة أباريسيدا: ثاني أكبر كنيسة كاثوليكية في العالم.

المسيحية في البرازيل هي الديانة المهيمنة، تعتبر البرازيل ثاني أكبر دولة مسيحية وأكبر أمّة كاثوليكية في العالم. لدى
البرازيل أعلى مستوى من الالتزام بالدين بالمقارنة مع غيرها من بلدان أمريكا اللاتينية، كما أنها أكثر تنوعًا دينيًا. دخلت المسيحية مع الإستعمار البرتغالي للبرازيل، وتبنت البرازيل المذهب الكاثوليكي، وتم تشكيل الدين في البرازيل من اجتماع الكنيسة الكاثوليكية مع التقاليد الدينية للشعوب الأفريقية المستعبدة والشعوب الأصلية. وأدّى هذا الالتقاء العقائدي خلال الإستعمار البرتغالي للبرازيل إلى تطوير مجموعة متنوعة من الممارسات التوفيقية داخل المظلة الجامعة للكنيسة الكاثوليكية البرازيلية، والتي تتميز بالاحتفالات البرتغالية التقليدية.
وفقًا لتعداد السكان عام 2010 حوالي 90.7% من السكان هم مسيحيون، وتعد الكاثوليكية كبرى الطوائف المسيحية حيث شكلوا 64.6%، يليهم البروتستانت ويشكلون 22.2% من مجمل السكان. وفي السنوات الأخيرة ازدادت أعداد البروتستانت وخاصةً الأشكال الخمسينية والإنجيلية في البلاد بشكل ملحوظ.

## تاريخ

### الحقبة الإستعمارية (1500 إلى 1822)

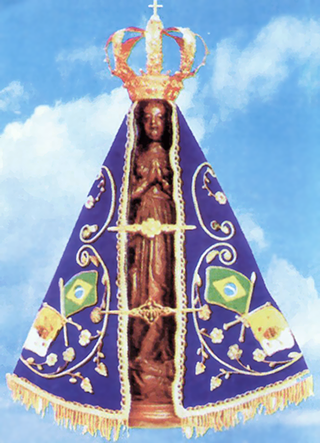
سيدة أباريسيدا راعية البرازيل.

وفقًا للتقاليد أحتفل في أول قداس في البرازيل يوم عيد القيامة من العام 1500. واحتفل به من قبل الكهنة الذين وصلوا إلى البلاد جنبًا إلى جنب المستكشفين البرتغاليين. وعلى الرغم من ذلك فإن الأبرشية الأولى في البرازيل شيدت فقط بعد مرور أكثر من 50 عامًا وذلك في عام 1551.
تعود أصول البعثات الكنسيّة والتراث الكاثوليكي البرازيلي إلى شبه الجزيرة الأيبيرية التي كانت منطلق شرارة البعثات التبشيرية، حيث هدفت في القرن الخامس عشر لنشر المسيحية بين السكان الأصليين. أوفد اليسوعيون بعثات كثيرة حول العالم لنشر الإنجيل، لاسيّما في المستعمرات البرتغالية والإسبانية والفرنسية في العالم الجديد، وعمدوا أيضًا إلى تأسيس مستوطنات بشرية تحولت إلى مدن كبرى لاحقًا مثل ريو دي جينيرو وساو باولو. ومع إنشاء البلدات والمدن البرتغاليَّة في البرازيل، كان بناء الكنائس والكاتدرائية كمقر الأبرشية من أولويات الحكومة الإستعمارية. وعلى الرغم من أن مباني الكنيسة الأولى كانت مصنوعة من مواد في متناول اليد، الأ أنه سرعان ما تم بناء المزيد من الصروح الفخمة، وخلال ازدهار تصدير قصب السكر في القرنين السادس عشر والسابع عشر في البرازيل، نمت المستوطنات البرتغالية وكانت الكنائس مكانًا للفخر المحلي.
جلب توميه دي سوزا أول حاكم عام للبرازيل، أول مجموعة من اليسوعيين إلى المستعمرة. وكان اليسوعيون يمثلون الجانب الروحي للمؤسسة، وكان من المقرر أن يلعبوا دورًا مركزيًا في التاريخ الإستعماري للبرازيل. حيث كان نشر الإيمان الكاثوليكي مبررًا هامًا للفتوحات البرتغالية، ودُعم اليسوعيون رسميًا من قبل الملك البرتغالي، الذي أمر توميه دي سوزا أن يقدم لهم كل الدعم اللازم لتنصير الشعوب الأصلية. وقام أوائل اليسوعيين، بقيادة الراهب مانويل دا نوبريغا، ومن بينهم شخصيات بارزة مثل خوان دي أزبيلكويتا نافارو، وليوناردو نونيس، وفي وقت لاحق خوسيه دي أنشيتا، بإنشاء أول بعثة يسوعية في مدينة سان سلفادور وفي ساو باولو، وشارك اليسوعيون في تأسيس مدينة ريو دي جانيرو في عام 1565.
ويرتبط نجاح اليسوعيين في تحويل الشعوب الأصلية إلى الكاثوليكية بقدرتهم على فهم الثقافة المحليَّة، ولا سيما اللغة. حيث تم تجميع القواعد الأولى للغة شغب التوبي من قبل خوسيه دي أنشيتا وطبعها في كويمبرا في عام 1595. وغالبًا ما جمع اليسوعيين السكان الأصليين في مجتمعات خاصة للسكان الأصليين. وأظهرت الكنيسة تقدمًا ملحوظًا في الفترة الإستعمارية، وخاصًة خلال السنوات 1680 حتى 1750، وكان للكنيسة والحكومة أهدافًا متعارضة فيما يتعلق بهنود الأمازون، الذين عمدت الحكومة على استغلالهم. وكان لليسوعيين نزاعات متكررة مع المستعمرين الآخرين الذين يريدون استعباد المواطنين. وأدى عمل اليسوعيين إلى انقاذ العديد من المواطنين من العبودية.
في عام 1782 قُمع اليسوعيون وشددت الحكومة سيطرتها على الكنيسة. بالإضافة إلى عمليّة تحويل السكان الأصليين للمسيحية، وكانت هناك أيضا جهود قوية لنشر العقيدة الأرثوذكسية للكنيسة الرومانية الكاثوليكية وذلك من خلال محاكم التفتيش، التي لم تنشأ رسميًا في البرازيل ولكنها عملت على نطاق واسع في المستعمرات البرتغالية.

### إمبراطورية البرازيل (1822 إلى 1889)

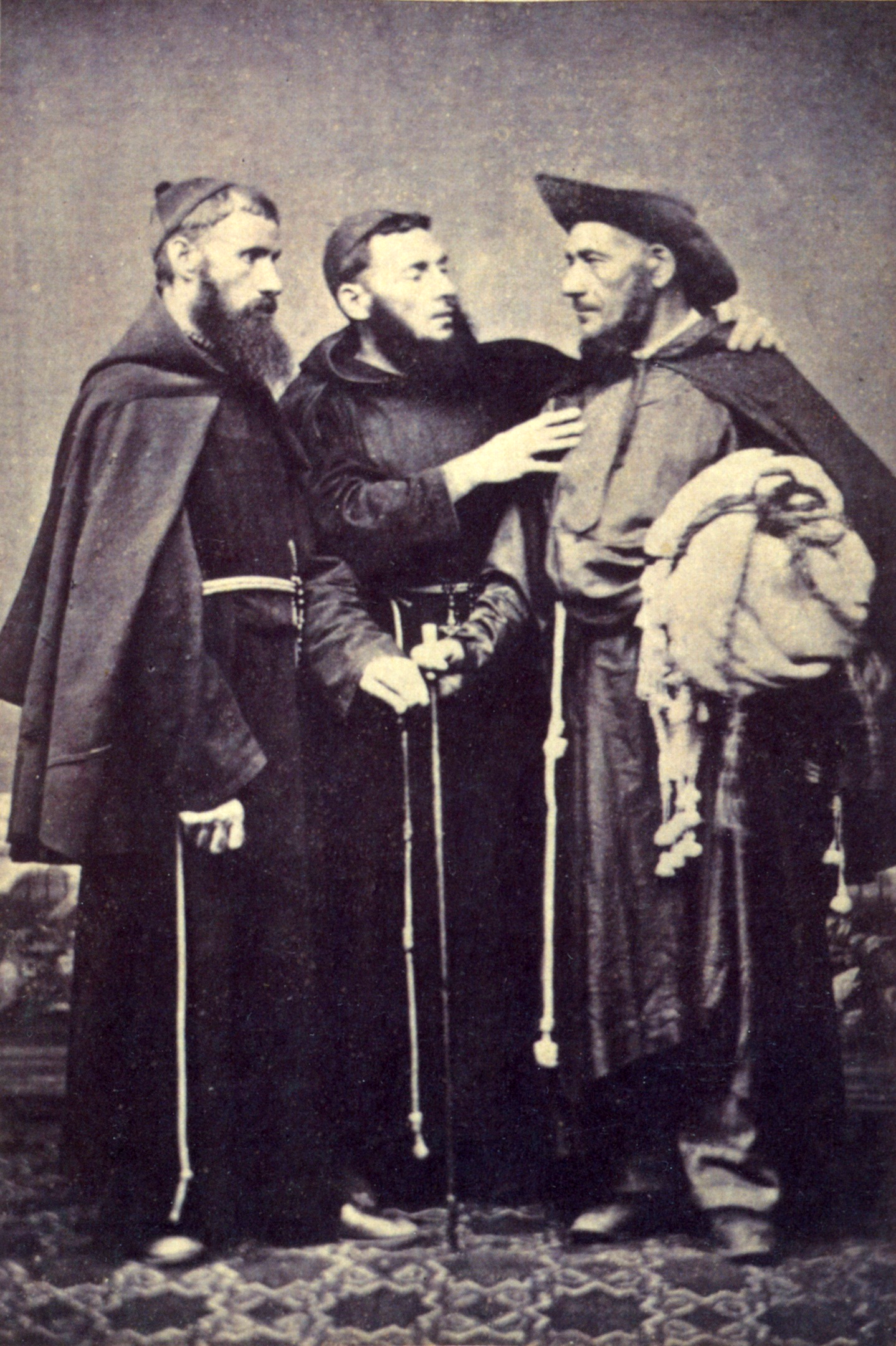
صورة تاريخيَّة لثلاثة رهبان برازيليين تعود لعام 1875.

دعم التسلسل الهرمي للكنيسة الكاثوليكية استقلال البرازيل في عام 1822، لكنه عارض شكل الحكم الجمهوري (نموذج اتبعته معظم المستعمرات الأمريكية الإسبانية السابقة). وكان التحول إلى الاستقلال في البرازيل أسهل مما كان عليه في أمريكا الإسبانية، مع سيطرة بيت براغانزا على العرش الملكي البرازيلي. وبحسب أحد الروايات، فإن أحد رجال الكنيسة كان أول من أعلن بيدرو الأول إمبراطور البرازيل.
أعلنت المادة الخامسة من الدستور أن الكاثوليكيَّة هي دين الدولة. ومع ذلك، كان رجال الدين لفترة طويلة يعانون من نقص في العدد والنوعيَّة، وكل ذلك أدى إلى فقدان عام لاحترام الكنيسة الكاثوليكية. خلال عهد بيدرو الثاني إمبراطور البرازيل، شرعت الحكومة الإمبراطورية في برنامج إصلاحي يهدف إلى معالجة المشاكل في السلك الكهنوتي. وبما أنَّ الكاثوليكيَّة هي الدين الرسمي، فقد مارس الإمبراطور قدرًا كبيرًا من السيطرة على شؤون الكنيسة، ودفع رواتب رجال الدين، وتعين قساوسة الأبرشيات، والأساقفة المرشحين، والإشراف على الإكليريكيات. وفي متابعة حركة الإصلاح، اختارت الحكومة الأساقفة بناءًا على اللياقة البدنية الأخلاقية، وموقفهم من التعليم ودعم الإصلاح. ومع ذلك ازداد الاستياء على سيطرة الحكومة على الكنيسة. واقترب رجال الدين الكاثوليك من البابا وتعاليمه. وأدى ذلك إلى مشكلة المسألة الدينية، وهي سلسلة من الاشتباكات التي وقعت في الثمانينيات من القرن التاسع عشر بين رجال الدين والحكومة، لأن رجال الدين أرادوا علاقة أكثر مباشرة مع روما في حين سعت الحكومة للحفاظ على رقابة شؤون الكنيسة.
بما أنَّ التاج البرتغالي قد مارس السلطة على رعاية الوظائف الكنسيَّة الشاغرة للكنيسة الكاثوليكية، فإن الإمبراطور البرازيلي قام كذلك بجمع العشور نيابة عن الكنيسة الكاثوليكية وسلم العائدات إليها. وظلت الكنيسة الكاثوليكية مسؤولة عن التعليم؛ كما أنَّ الزواج والدفن كان أيضًا تحت سلطاتها القضائية. وعلى الرغم كون الكاثوليكية الكنيسة الوحيدة المعترف بها، فقد تم التسامح مع الأديان الأخرى.
في بداية القرن التاسع عشر بدأ البروتستانت بالإستيطان في البرازيل، وكان البروتستانت الأوائل من الإنجليز، وتم افتتاح كنيسة أنجليكانية في ريو دي جانيرو في عام 1820. وقد تم تأسيس كنيسة أخرى في مقاطعات ساو باولو وبرنامبوكو وباهيا. وتبعهم كل من اللوثريين الألمان والسويسريين الذين استقروا في المناطق الجنوبية والجنوبية الغربية وبنوا منازل العبادة الخاصة بهم. بعد الحرب الأهلية الأمريكية في ستينيات القرن التاسع عشر، استقر مهاجرون من جنوب الولايات المتحدة وقاموا بالإستيطان في مدينة ساو باولو. بنيت العديد من الكنائس الأميركية من خلال الأنشطة التبشيرية، بما في ذلك الكنيسة المعمدانية، واللوثرية، والأبرشانية والميثودية.
كانت الكاثوليكية دين الأغلبية بين العبيد ذوي الأصول الأفريقيَّة. وجاء معظم العبيد أصلًا من الأجزاء الوسطى الغربية والجنوبية الغربية من الساحل الأفريقي. وعلى مدى أكثر من أربعة قرون كانت هذه المنطقة مركز الأنشطة البعثات المسيحية. ومع ذلك، فإن بعض الأفارقة وذريتهم قام بمحاولة توفيق بين الأديان من خلال دمج عناصر التقاليد الدينية الأفريقية مع الكاثوليكية. وأدى ذلك إلى تطور عقائد دينية مثل كاندومبليه.

### جمهوريَّة البرازيل

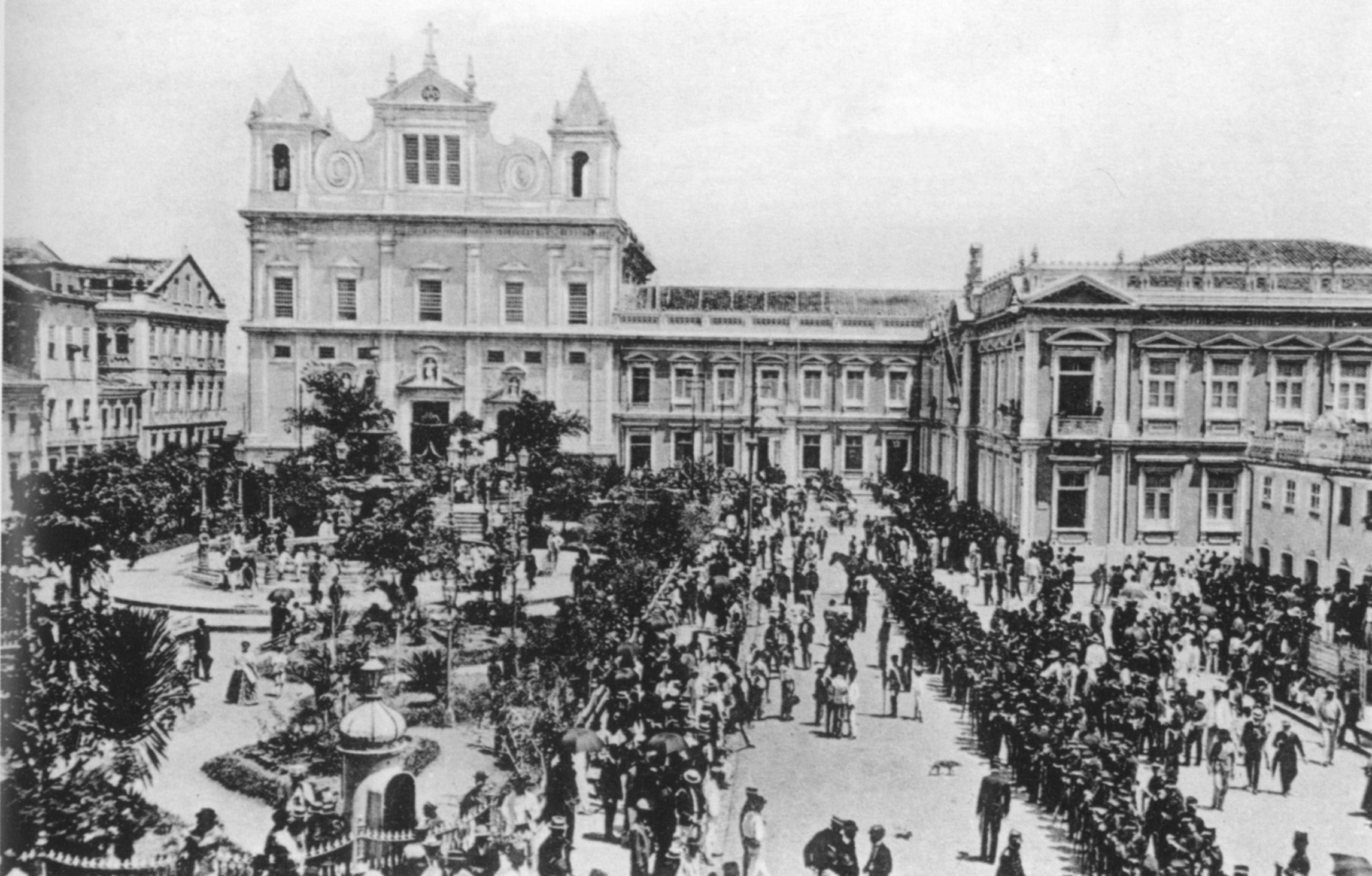
صورة تاريخيَّة لإحتفالات دينية أمام كنيسة تيريرو دي جيسوس، في مدينة سالفادور في ولاية باهيا في عام 1908.

وقد تم فرض المذهب الكاثوليكي خلال الحكم الإستعماري، ثم في عام 1824 أصبحت الكاثوليكية الدين الرسمي للبرازيل المستقلة والتي تضمنت أيضًا حرية الدين لمواطنيها. أضحت الحكومة البرازيلية علمانية منذ دستور عام 1891، على الرغم من فصل الدين عن الدولة ظلت الكنيسة مؤسسة ذات نفوذ سياسي حتى في الوقت الحاضر. في أواخر القرن التاسع عشر تعزز الحضور السكاني الكاثوليكي مع الهجرة الكبيرة من الدول الأوروبية إلى البرازيل حيث هاجر الملايين إلى البلاد وبشكل خاص من الأصول الإيطالية والبرتغالية وتشمل كذلك أصول أوروبية أخرى كالألمانية والبولندية والآيرلندية، والإسبانية، والفرنسية، والكرواتية والإنكليزية غالبية هؤلاء المهاجرين كانوا من خلفية دينية كاثوليكية وحملوا معهم الثقافة الكاثوليكية وتقاليدها إلى البرازيل. وقد هاجر أيضًا جماعات مسيحية شرقية كبيرة من لبنان وسوريا وتركيا وفلسطين إلى البرازيل. وقد اندمج المسيحيون العرب بشكل جيد في أمريكا اللاتينية، ويبرزون في مجال الأعمال التجارية، والخدمات المصرفية، اولصناعة، والسياسة. ويعتبر المسيحيين من ذوي الأصول العربيَّة في البرازيل «أغنياء ومتعلّمين وذوي نفوذ».
في عام 1889، أصبحت البرازيل جمهورية ووافقت على الدستور الذي يفصل الكنيسة عن الدولة، وهو اتجاه تليها كل من سبع دساتير الجمهورية في البلاد. وقبل ذلك، في عهد الإمبراطورية البرازيلية كانت الكاثوليكية الدين الرسمي للبلاد لكن في الممارسة العملية على الرغم من الفصل بين الكنيسة والدولة في البلاد فقد كان حضور العلمانية ضعيف جدًا. وقد تجنب المسؤولون الحكوميون عمومًا اتخاذ الإجراءات التي قد تسيء إلى الكنيسة.

### العصور الحديثة

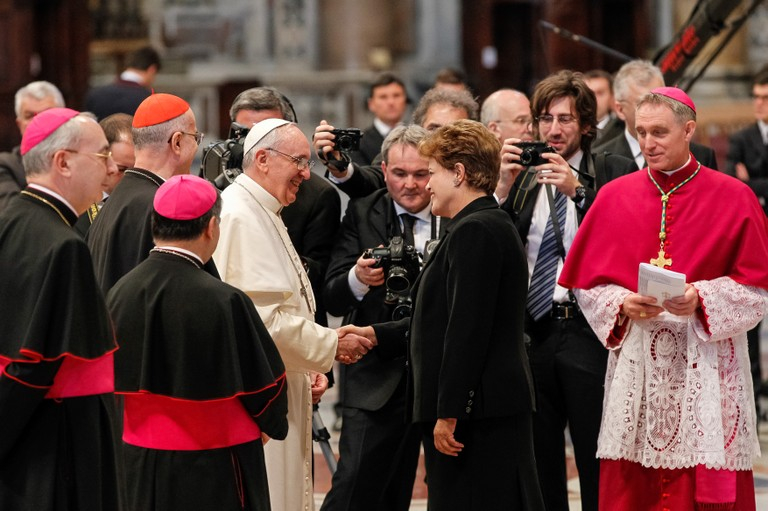
البابا فرنسيس يصافح رئيسة البرازيل السابقة ديلما روسيف خلال زيارته للبرازيل.

من الأمثلة الأخيرة حول تأثير الكنيسة على المسائل السياسيّة التغييرات التي أجريت من قبل الحكومة الاتحادية في البرنامج الوطني الثالث لحقوق الإنسان فيما يتعلق باقتراحها لإضفاء الشرعية على الإجهاض، وذلك بعد ضغوط من المؤتمر الوطني للأساقفة البرازيلي. وهذا التغيير الخاص نددت به منظمة العفو الدولية. وعلى الرغم من ذلك واصلت الحكومة بطرح قضايا تناقص تعاليم الكنيسة مثل دعم زواج المثليين وحق الأزواج من المثليين تبني الأطفال وهي قضايا ترفضها الكنيسة.
في أواخر القرن العشرين، ظهرت حركة لاهوت التحرير داخل الكنيسة، والتي ركزت على الفقراء وحاولت السعي لتحقيق العدالة الاجتماعية. نظمت الكنيسة مجتمعات في جميع أنحاء البلاد للعمل من أجل التنمية الاجتماعية على المستوى المحلي. وعلى الرغم من ذلك دعم كبار رجال الدين الجيش والحكومة الديكتاتورية، تمكن الجناح التقدمي لجعل الكنيسة عمليًا أحد أبرز الواجهات الشرعية للمقاومة والدفاع عن حقوق الإنسان الأساسية أثناء فترة الحكم العسكري ولقد قام الرئيس السابق لويس إيناسيو لولا دا سيلفا بالعديد من برامج الأصلاح الاجتماعي لحل مشكلة الفقر، من خلال وقف عمليات تصنيع الأسلحة، وذلك تأثرًا من عقيدة وحركة لاهوت التحرير. شاركت الكنيسة البرازيليَّة في برامج الإصلاح الزراعي، وتحول أساقفة الكنيسة إلى دعاة اجتماعيين ينتقدون الأوضاع غير الإنسانية للفقراء والمزارعين. وساهمت الكنيسة في تشكيل ونشأة الحركات النقابية الريفية، وأنشئت أيضًا مؤسسات كنسيَّة من الأساقفة لهذه الأغراض، مثل اللجنة الرعوية لشؤون العمال والسكان الأصليين ولجنة العدل والسلام لتنسيق النشاطات الإنسانية والاجتماعية والنقابية، والعمل السياسي والإعلامي في مواجهة التعذيب والفساد وانتهاكات حقوق الإنسان. ومع بداية الثمانينات، كان في البرازيل نحو ثمانية آلاف جمعية كنسيَّة تعمل كتنظيمات شعبية بين الطبقات الفقيرة.

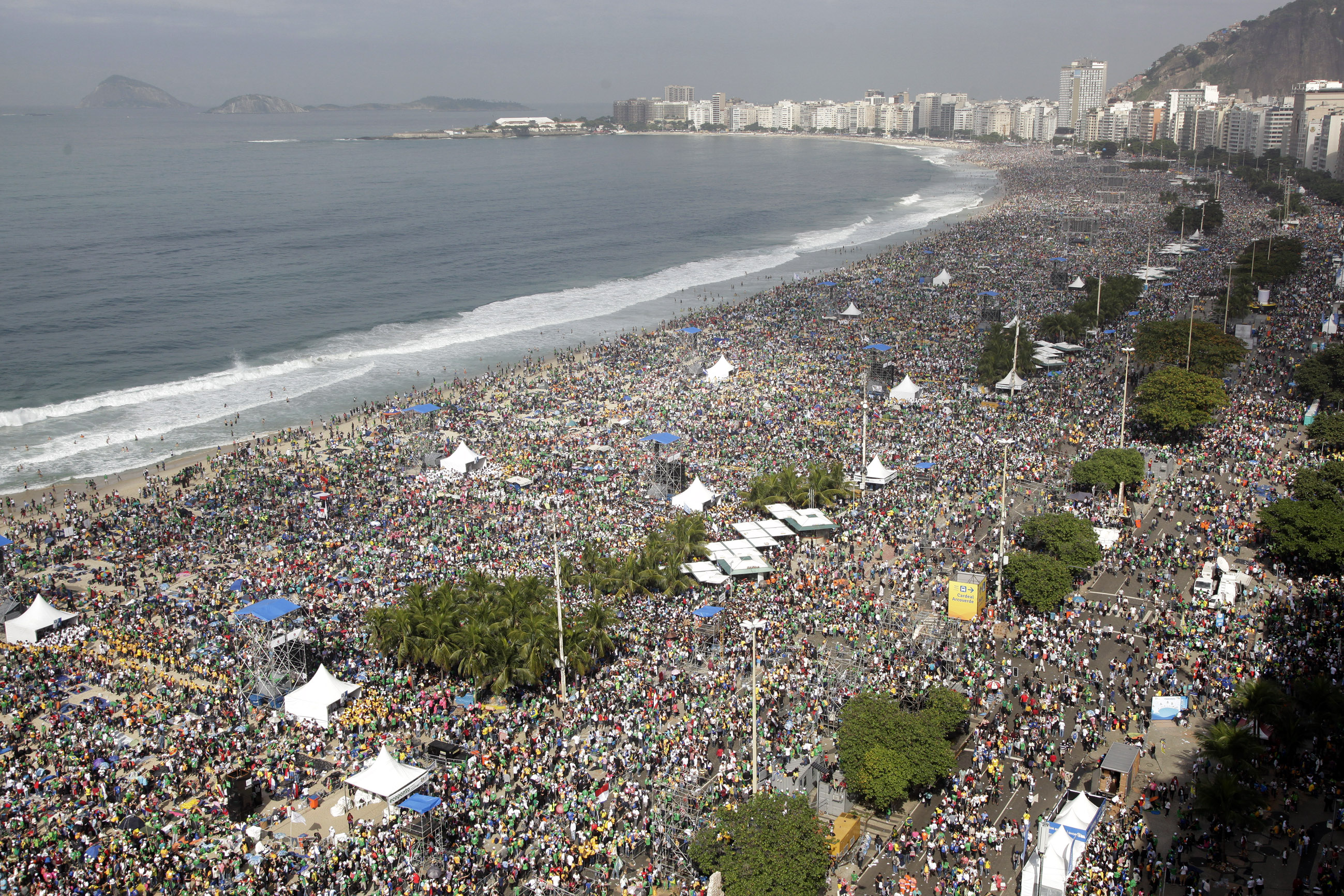
حشود من الشباب الكاثوليك خلال أيام الشبيبة الكاثوليكية العالمي في ريو دي جانيرو عام 2013.

خلال النصف الأول من القرن العشرين نمت البروتستانية الشعبية بشكل ملحوظ، حيث كان البروتستانت يمثلون أقل من 5% من السكان حتى الستينيات، ولكن بحلول عام 2000 شكلوا أكثر من 20% السكان. وزداد عدد السكان الإنجيليين في البرازيل من 16 مليون شخص من عام 2000 ليصبح تعدادهم 42.3 مليون نسمة عام 2010، وذلك وفقاً للإحصائيات التي قام بها المعهد البرازيلي للجغرافيا والإحصاء. ويتواجد أتباع هذه الكنائس في الغالب في ميناس جيرايس وإلى الجنوب. وتتواجد جماعات بروتستانتية ذات شأن في ميناس جيرايس وساو باولو بالإضافة إلى مدينة ريو دي جانيرو حيث يشكلون حوالي رُبع السكان، وتنتمي قطاعات واسعة من الطبقة الوسطى البرازيليَّة إلى البروتستانتية. وللإنجيليين تأثير كبير على المجتمع البرازيلي على المستوى السياسي والاقتصادي والاجتماعي وحتى التكنولوجي والتي تعتمد الأخلاقيات المسيحية حيث أنشأت مجموعة من المسيحيين الإنجيليين في البرازيل شبكة للتواصل الإجتماعي وفيها يحظر فيها تماماً نشر أي محتوى جنسي أو شتائم من أي نوع. كما وقضى المطور تيري ديفيز عشر سنوات في تأسيس نظامه المسيحي للتشغيل باسم «تمبل أو اس» وهذا النظام متاح للجمهور ومليء بالاقتباسات والإشارات الانجيلية.
عندما أصبح الكاردينال راتزينغر مسؤولًا عن مجمع العقيدة والإيمان، قال انه سوف يشن حملة ناجحة ضد لاهوت التحرير نجح الجناح المحافظ في الكنيسة في الوصول إلى السلطة لكنه قرر دعم حركة التجديد، كوسيلة لمواجهة النمو السريع للكنائس الخمسينية البروتستانتية في البلاد. خلال زيارة البابا بنديكتوس السادس عشر إلى البرازيل في مايو 2007 لمدة خمسة أيام، طوّب البابا بنديكتوس السادس عشر الراهب غالفاو، والذي أصبح أول قديس برازيلي المولد. هدفت زيارة البابا وتقديس غالفاو إلى إعادة تنشيط الكنيسة المحلية. كما أصبحت البرازيل أول بلد أجنبي يزوره البابا فرنسيس عام 2013 بمناسبة يوم الشبيبة الكاثوليكي العالمي، وهو اجتذب حوالي 3.7 مليون من الشباب الكاثوليك للمشاركة في المناسبة. والبرازيل هي موطن لأكبر عدد من الشباب المسيحي في أمريكا اللاتينية، فبحسب مركز بيو للأبحاث عام 2010 وصلت أعداد شباب البرازيل المسيحيين بين سن 15 إلى 29 سنة حوالي 44.4 مليون (87%) من أصل 51.1 مليون شاب برازيلي.

## ديموغرافيا
وفقاً لدليل أكسفورد للتحويل الديني تكسب المسيحية في البرازيل سنوياً حوالي 4.9 مليون شخص بسبب عوامل مثل الولادة والتحول الديني والهجرة، في حين تفقد سنوياً 2.8 مليون شخص بسبب عوامل مثل الوفاة والارتداد الديني والهجرة. ويولد حوالي 3.3 مليون طفل مسيحي برازيلي بالمقارنة مع وفاة 1.1 مليون مسيحي، ويعتنق المسيحية سنوياً حوالي 1.6 مليون شخص في البرازيل في حين يرتد حوالي 1.2 مليون شخص عن المسيحية سنوياً، ويتحول معظمهم إلى اللادينية والإلحاد. ويهاجر 500 ألف مسيحي سنوياً من البرازيل.

### التعداد السكاني
| الديانة           | 2010        | 2010   | 2010 |
| الديانة           | تعداد       | %      |      |
| ----------------- | ----------- | ------ | ---- |
| المسيحيَّة          | 169,329,176 | 90.77% |      |
| الكاثوليكيَّة       | 123,280,172 | 64.63% |      |
| البروتستانتيَّة     | 42,275,440  | 22.26% |      |
| طوائف مسيحيَّة أخرى | 3,773,564   | 1.98%  |      |
| روحانيَّة           | 4,000,000   | 2.02%  |      |

### التوزيع الطائفي
القائمة التالية تستعرض توزيع السكان البرازيليين وفقاً لطوائفهم وأديانهم وذلك وفقاً لبيانات من التعداد السكاني لعام 2000:
| الديانة                       | الديانة                                 | الديانة                                 | مجمل السكان | مجمل السكان | "حسب المنطقة" | "حسب المنطقة" | "حسب المنطقة" | "حسب المنطقة" | "حسب الجنس" | "حسب الجنس" | "حسب الجنس" | "حسب الجنس" |
| الديانة                       | الديانة                                 | الديانة                                 | مجمل السكان | مجمل السكان | حضري          | حضري          | ريفي          | ريفي          | رجال        | رجال        | نساء        | نساء        |
| الديانة                       | الديانة                                 | الديانة                                 | التعداد     | %           | التعداد       | %             | التعداد       | %             | التعداد     | %           | التعداد     | %           |
| ----------------------------- | --------------------------------------- | --------------------------------------- | ----------- | ----------- | ------------- | ------------- | ------------- | ------------- | ----------- | ----------- | ----------- | ----------- |
| (مجمل السكان)                 | (مجمل السكان)                           | (مجمل السكان)                           | 169,872,856 | 100.00      | 137,925,238   | 100.00        | 31,947,618    | 100.00        | 83,602,317  | 100.00      | 86,270,539  | 100.00      |
| الكاثوليكية                   | الكاثوليكية                             | الكاثوليكية                             | 125,518,774 | 73.89       | 98,939,872    | 71.73         | 26,578,903    | 83.20         | 62,171,584  | 74.37       | 63,347,189  | 73.43       |
| ·                             | الكنيسة الرومانية الكاثوليكية           | الكنيسة الرومانية الكاثوليكية           | 124,980,132 | 73.57       | 98,475,959    | 71.40         | 26,504,174    | 82.96         | 61,901,888  | 74.04       | 63,078,244  | 73.12       |
| ·                             | الكنيسة الكاثوليكية الرسولية البرازيلية | الكنيسة الكاثوليكية الرسولية البرازيلية | 500,582     | 0.295       | 430,245       | 0.312         | 70,337        | 0.220         | 250,201     | 0.299       | 250,380     | 0.290       |
| الكنيسة اليونانية الأرثوذكسية | الكنيسة اليونانية الأرثوذكسية           | الكنيسة اليونانية الأرثوذكسية           | 38,060      | 0.022       | 33,668        | 0.024         | 4,392         | 0.014         | 19,495      | 0.023       | 18,565      | 0.022       |
| الكنائس البروتستانتيَّة (مجمل)  | الكنائس البروتستانتيَّة (مجمل)            | الكنائس البروتستانتيَّة (مجمل)            | 26,184,941  | 15.41       | 22,736,910    | 16.48         | 3,448,031     | 10.79         | 11,444,063  | 13.69       | 14,740,878  | 17.09       |
| ·                             | البروتستانتية الخط الرئيسي              | البروتستانتية الخط الرئيسي              | 6,939,765   | 4.085       | 6,008,100     | 4.356         | 931,665       | 2.916         | 3,062,194   | 3.663       | 3,877,571   | 4.495       |
| ·                             | ·                                       | الكنيسة المعمدانية                      | 3,162,691   | 1.862       | 2,912,163     | 2.111         | 250,528       | 0.784         | 1,344,946   | 1.609       | 1,817,745   | 2.107       |
| ·                             | ·                                       | الأدفنتست                               | 1,209,842   | 0.712       | 1,029,949     | 0.747         | 179,893       | 0.563         | 538,981     | 0.645       | 670,860     | 0.778       |
| ·                             | ·                                       | اللوثرية                                | 1,062,145   | 0.625       | 681,345       | 0.494         | 380,800       | 1.192         | 523,994     | 0.627       | 538,152     | 0.624       |
| ·                             | ·                                       | المشيخية                                | 981,064     | 0.578       | 904,552       | 0.656         | 76,512        | 0.239         | 427,458     | 0.511       | 553,606     | 0.642       |
| ·                             | ·                                       | الميثودية                               | 340,963     | 0.201       | 325,342       | 0.236         | 15,620        | 0.049         | 146,236     | 0.175       | 194,727     | 0.226       |
| ·                             | ·                                       | الأبرشانيَّة                              | 148,836     | 0.088       | 125,117       | 0.091         | 23,719        | 0.074         | 64,937      | 0.078       | 83,899      | 0.097       |
| ·                             | ·                                       | آخرون                                   | 34,224      | 0.020       | 29,630        | 0.021         | 4,593         | 0.014         | 15,642      | 0.019       | 18,582      | 0.022       |
| ·                             | الخمسينية                               | الخمسينية                               | 17,617,307  | 10.37       | 15,256,085    | 11.06         | 2,361,222     | 7.391         | 7,677,125   | 9.183       | 9,940,182   | 11.52       |
| روحانيَّة                       | روحانيَّة                                 | روحانيَّة                                 | 2,262,401   | 1.332       | 2,206,418     | 1.600         | 55,983        | 0.175         | 928,967     | 1.111       | 1,333,434   | 1.546       |
| طوائف مسيحية أخرى             | طوائف مسيحية أخرى                       | طوائف مسيحية أخرى                       | 1,540,064   | 0.907       | 1,441,888     | 1.045         | 98,175        | 0.307         | 646,264     | 0.773       | 893,800     | 1.036       |
| ·                             | شهود يهوه                               | شهود يهوه                               | 1,104,886   | 0.650       | 1,045,600     | 0.758         | 59,286        | 0.186         | 450,583     | 0.539       | 654,303     | 0.758       |
| ·                             | كنيسة يسوع المسيح لقديسي الأيام الأخيرة | كنيسة يسوع المسيح لقديسي الأيام الأخيرة | 199,645     | 0.118       | 195,198       | 0.142         | 4,446         | 0.014         | 92,197      | 0.110       | 107,448     | 0.125       |
| ·                             | آخرون                                   | آخرون                                   | 235,533     | 0.139       | 201,090       | 0.146         | 34,443        | 0.108         | 103,484     | 0.124       | 132,049     | 0.153       |
| أمبادندا                      | أمبادندا                                | أمبادندا                                | 397,431     | 0.234       | 385,148       | 0.279         | 12,283        | 0.038         | 172,393     | 0.206       | 225,038     | 0.261       |
| البوذية                       | البوذية                                 | البوذية                                 | 214,873     | 0.126       | 203,772       | 0.148         | 11,101        | 0.035         | 96,722      | 0.116       | 118,152     | 0.137       |
| كاندومبليه                    | كاندومبليه                              | كاندومبليه                              | 127,582     | 0.075       | 123,214       | 0.089         | 4,368         | 0.014         | 57,200      | 0.068       | 70,382      | 0.082       |
| يهودية                        | يهودية                                  | يهودية                                  | 86,825      | 0.051       | 86,316        | 0.063         | 509           | 0.002         | 43,597      | 0.052       | 43,228      | 0.050       |
| الإسلام                       | الإسلام                                 | الإسلام                                 | 27,239      | 0.016       | 27,055        | 0.020         | 183           | 0.001         | 16,232      | 0.019       | 11,007      | 0.013       |
| أديان تقليديَّة                 | أديان تقليديَّة                           | أديان تقليديَّة                           | 17,088      | 0.010       | 6,463         | 0.005         | 10,625        | 0.033         | 9,175       | 0.011       | 7,913       | 0.009       |
| الهندوسية                     | الهندوسية                               | الهندوسية                               | 2,905       | 0.002       | 2,861         | 0.002         | 43            | 0.000         | 1,521       | 0.002       | 1,383       | 0.002       |
| أديان أخرى                    | أديان أخرى                              | أديان أخرى                              | 15,484      | 0.009       | 13,243        | 0.010         | 2,241         | 0.007         | 7,393       | 0.009       | 8,091       | 0.009       |
| لادينية                       | لادينية                                 | لادينية                                 | 12,492,403  | 7.354       | 10,895,989    | 7.900         | 1,596,414     | 4.997         | 7,540,682   | 9.020       | 4,951,721   | 5.740       |

### الأصول العرقية
| الأصول العرقية    | مسيحيون | رومان كاثوليك | بروتستانت | مسيحيون أخرون |
| ----------------- | ------- | ------------- | --------- | ------------- |
| برازيليون بيض     | 88%     | 64.6%         | 22.1%     | 1.1%          |
| برازيليون باردو   | 92.2%   | 74%           | 18.2%     | -             |
| برازيليون أفارقة  | 86.6%   | 63.2%         | 23.4%     | -             |
| برازيليون آسيويون | 75.3%   | 61.2%         | 13.3%     | 0.8%          |
| السكان الأصليون   | 81%     | 61.1%         | 19.9%     | -             |

## الطوائف المسيحية

### الكاثوليكية

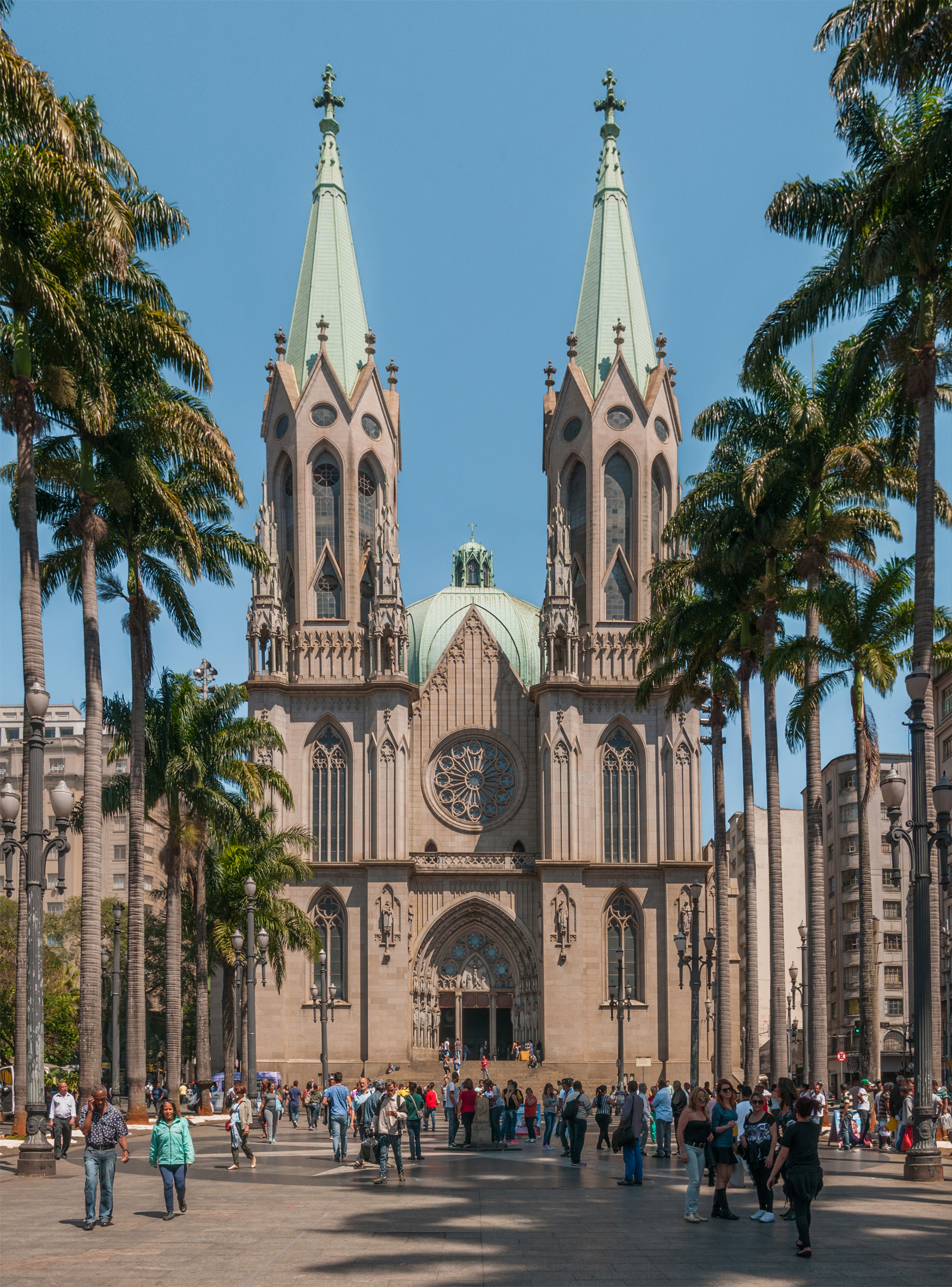
كاتدرائية ساو باولو؛ مقر أبرشية ساو باولو إحدى كبرى الأبرشيات الكاثوليكية في العالم.

الكنيسة الكاثوليكية البرازيلية هي جزء من الكنيسة الكاثوليكية العالمية في ظل القيادة الروحية للبابا في روما ومجلس الأساقفة البرازيلي، وتتبع الكنيسة الكاثوليكية البرازيلية 250 أبرشية. لدى البرازيل أكبر عدد من الكاثوليك في العالم، مع حوالي 130 مليون كاثوليكي. وكانت الكنيسة الرومانية الكاثوليكية الدين الرئيسي في البرازيل منذ بداية القرن السادس عشر، وقد بشر بالمسيحية بين البرازيليين الأصليين من قبل المبشرين اليسوعيون ويلاحظ أيضًا أن ذلك سبق مجيئ المستوطنين البرتغاليين. ويُمكن تتبع التراث الكاثوليكي القوي في البرازيل إلى الحماس التبشيري الأيبري في القرن الخامس عشر المتمثل في نشر المسيحية. وبدأت مهمات الكنيسة التبشيرية تعارض سياسة الحكومة في استغلال السكان الأصليين. في عام 1782 تم قمع اليسوعيين، وشددت الحكومة سيطرتها على الكنيسة.
خلال الحقبة الإستعمارية لم تكن هناك حرية الدين، وكان لا بد إجباريَا على جميع المستوطنين البرتغاليين والبرازيليين الانتماء إلى الإيمان الروماني الكاثوليكي وعلى دفع الضرائب للكنيسة. بعد الاستقلال البرازيلي، عرض أول دستور أعلن فيه حرية الدين في عام 1824، لكن تم الإبقاء على مكانة الكنيسة الرومانية الكاثوليكية كالدين الرسمي للبلاد. دفعت الحكومة الامبراطورية الرواتب للقساوسة كاثوليك وأثرت في تعيين الأساقفة. في أواخر القرن التاسع عشر تم تعزيز أعداد السكان الكاثوليك من أصل أيبيري من قبل عدد كبير من الكاثوليك الطليان الذين هاجروا إلى البرازيل، وكذلك بعض المهاجرين البولنديين والألمان الكاثوليك. وفُصل الدين عن الدولة في أول دستور جمهوري في عام 1891 وجُعل كل الأديان متساوية في مدونات القانون، ولكن الكنيسة الكاثوليكية بقيت مؤثرة جداً حتى 1970. على سبيل المثال، وذلك بسبب المعارضة الشديدة للكنيسة الكاثوليكية، لم يُسمح بالطلاق في البرازيل حتى عام 1977 حتى لو كان انفصل الزوجان من دين مختلف. ينتشر شكل من أشكال التوفيق بين الأديان بين بعض الكاثوليك البرازيليين من أصول أفريقيَّة، وهناك تراكب للأديان الأفريقية البرازيليَّة (مثل الكاندومبليه وكومباندا وأومباندا) مع المعتقدات والممارسات الكاثوليكية، والتي لا يجد الكثير من البرازيليين الكاثوليك أنها تتعارض مع عقيدتهم. وكانت الكنيسة الكاثوليكية البرازيلية، والتي تعتبر بمثابة الكنيسة الوطنية للشعب البرازيلي، أكثر تقدمًا اجتماعيًا من أي كنيسة أخرى في أمريكا اللاتينية.

#### الديموغرافيا والانتشار
وفقًا لإستطلاع للرأي أجراه منتدى بيو للأبحاث حول الدين والحياة العامة عام 2010، فإن حوالي 64.6% أي حوالي 130 مليون نسمة من سكان البرازيل ينتمون للمذهب الكاثوليكي، في حين أنَّ أكثر من 60% من سكان المناطق الحضريَّة في البرازيل ينتمون للمذهب الكاثوليكي. كما أن أكثر من واحد من كل خمسة من الذين تربوا على المذهب الكاثوليكي ترك الكنيسة، ومعظمهم توجه للانضمام إلى البروتستانتية الإنجيليَّة.
التغير الديني في البرازيل متكرر، وفقًا لمعهد داتافولها، اعتبارًا من يوليو 2013، كان حوالي 57% من الذين تزيد أعمارهم عن 16 سنة من الكاثوليك، في حين شكل الإنجيليين حوالي 28%.
وفقًا لمجلة أميركا لدى البرازيليين الكاثوليك أعلى الدرجات في العالم في تصوير صورة الله على شكل المحبة. كما أنهم أكثر عرضة لرؤية الطبيعة البشرية جيدة بدلاً من الفساد، والعالم على أنه جيد وليس شرير. كما أنًّ الكاثوليك البرازيليين أقل عرضة للاعتقاد في التفسير الحرفي للكتاب المقدس بالمقارنة مع البروتستانت. ويصلي حوالي 40% من البرازيليين الكاثوليك مرة واحدة على الأقل في الشهر في الكنيسة، ويصلي تقريبًا 75% منهم كل يوم، وينخرط حوالي 12% منهم في أنشطة الكنيسة، ويقول حوالي 26% أنهم «متدينون جدًا».
يتركز أكبر نسبة من الكاثوليك في المنطقة الشمالية الشرقية (79.9%) والمنطقة الجنوبية (77.4%). استطاعت الكنيسة الكاثوليكية الحفاظ على نفوذها في بياوي بنسبة 85.1 في المئة، أما في ولاية ريو دي جانيرو فقد كانت نسبة الكاثوليك الأكثر انخفاضًا لصالح البروتستانتية. وفقًا للتوزيع العرقي حوالي 66.4% من البرازيليين البيض هم من الكاثوليك، بالمقارنة مع 58.2% من البرازيليين السود، وحوالي 59.9% من البرازيليين من ذوي الأصول شرق آسيوية، وحوالي 64.1% من ذوي الأصول العرقية المختلطة، وحوالي 50.7% من السكان الأصليين.
| مرتبة | الولاية             | %    | أكبر طائفة (2012) |
| ----- | ------------------- | ---- | ----------------- |
| 1     | بياوي               | 87.9 | كاثوليكية         |
| 2     | سيارا               | 81.0 | كاثوليكية         |
| 3     | بارايبا             | 80.2 | كاثوليكية         |
| 4     | سيرجيبي             | 79.9 | كاثوليكية         |
| 5     | مارانهاو            | 78.0 | كاثوليكية         |
| 6     | ألاغواس             | 77.1 | كاثوليكية         |
| 7     | سانتا كاتارينا      | 75.8 | كاثوليكية         |
| 8     | ريو غراندي دو نورتي | 73.9 | كاثوليكية         |
| 9     | ميناس جرايس         | 73.3 | كاثوليكية         |
| 10    | باهيا               | 71.3 | كاثوليكية         |
| 10    | ريو غراندي دو سول   | 71.3 | كاثوليكية         |
| 12    | أمابا               | 70.8 | كاثوليكية         |
| 13    | ماتو غروسو          | 70.6 | كاثوليكية         |
| 13    | توكانتينس           | 70.6 | كاثوليكية         |
| 15    | بارانا              | 69.8 | كاثوليكية         |
| 16    | الأمازون            | 67.6 | كاثوليكية         |
| 17    | بارا                | 66.5 | كاثوليكية         |
| 18    | ولاية ساو باولو     | 66.1 | كاثوليكية         |
| 19    | غوياس               | 65.4 | كاثوليكية         |
| 20    | بيرنامبوكو          | 63.8 | كاثوليكية         |
| 21    | ماتو غروسو دو سول   | 63.7 | كاثوليكية         |
| 22    | إسبيريتو سانتو      | 57.0 | كاثوليكية         |
| 23    | القطاع الفدرالي     | 55.8 | كاثوليكية         |
| 24    | روندونيا            | 52.8 | كاثوليكية         |
| 25    | أكري                | 50.7 | كاثوليكية         |
| 26    | ولاية ريو دي جانيرو | 49.8 | كاثوليكية         |
| 27    | رورايما             | 46.7 | كاثوليكية         |

| مرتبة | الولاية        | %    | أكبر طائفة (2012) |
| ----- | -------------- | ---- | ----------------- |
| 1     | تيريسينا       | 80.6 | كاثوليكية         |
| 2     | فورتاليزا      | 74.2 | كاثوليكية         |
| 3     | فلوريانوبوليس  | 73.9 | كاثوليكية         |
| 4     | ماكابا         | 72.5 | كاثوليكية         |
| 5     | أراكاجو        | 72.2 | كاثوليكية         |
| 6     | ساو لويز       | 71.8 | كاثوليكية         |
| 7     | ناتال          | 71.5 | كاثوليكية         |
| 8     | كويابا         | 68.6 | كاثوليكية         |
| 9     | جواو بيسوا     | 67.3 | كاثوليكية         |
| 10    | بورتو أليغري   | 66.7 | كاثوليكية         |
| 11    | ساو باولو      | 66.1 | كاثوليكية         |
| 12    | ماناوس         | 65.2 | كاثوليكية         |
| 13    | كوريتيبا       | 64.6 | كاثوليكية         |
| 14    | ماسايو         | 63.9 | كاثوليكية         |
| 15    | بلمس           | 62.6 | كاثوليكية         |
| 16    | بيلو هوريزونتي | 61.9 | كاثوليكية         |
| 17    | غويانيا        | 61.3 | كاثوليكية         |
| 18    | بليم           | 60.8 | كاثوليكية         |
| 19    | فيتوريا        | 59.6 | كاثوليكية         |
| 20    | برازيليا       | 55.3 | كاثوليكية         |
| 21    | ريو دي جانيرو  | 53.7 | كاثوليكية         |
| 22    | ريسيفي         | 53.0 | كاثوليكية         |
| 23    | كامبو غراندي   | 52.8 | كاثوليكية         |
| 24    | سالفادور       | 52.3 | كاثوليكية         |
| 25    | بورتو فاليو    | 49.4 | كاثوليكية         |
| 26    | ريو برانكو     | 41.9 | كاثوليكية         |
| 27    | بوا فيستا      | 40.8 | كاثوليكية         |

##### الكاثوليكية حسب عواصم الولايات

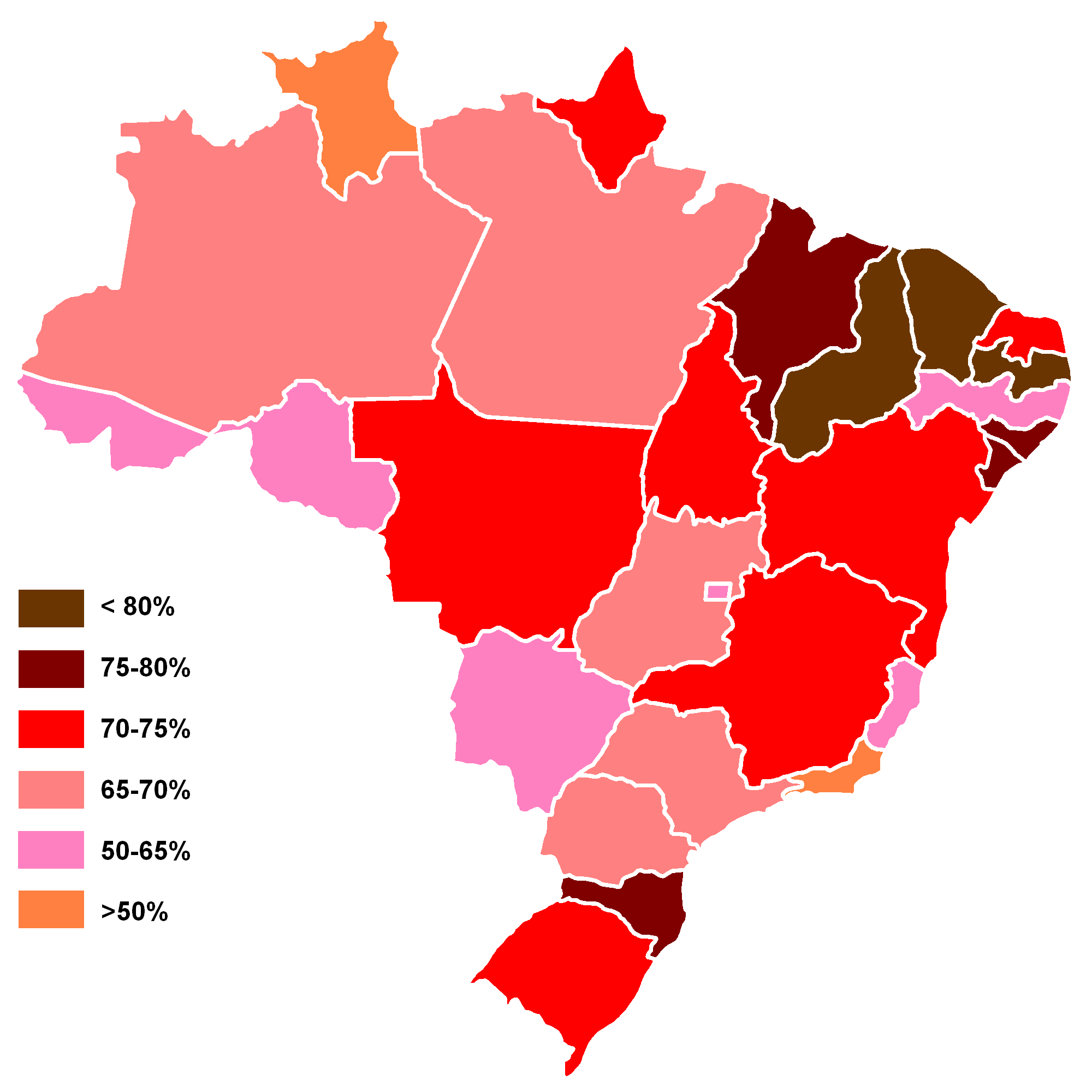
خارطة توضح نسب الكاثوليك حسب الولاية.

### البروتستانتية

#### تاريخ

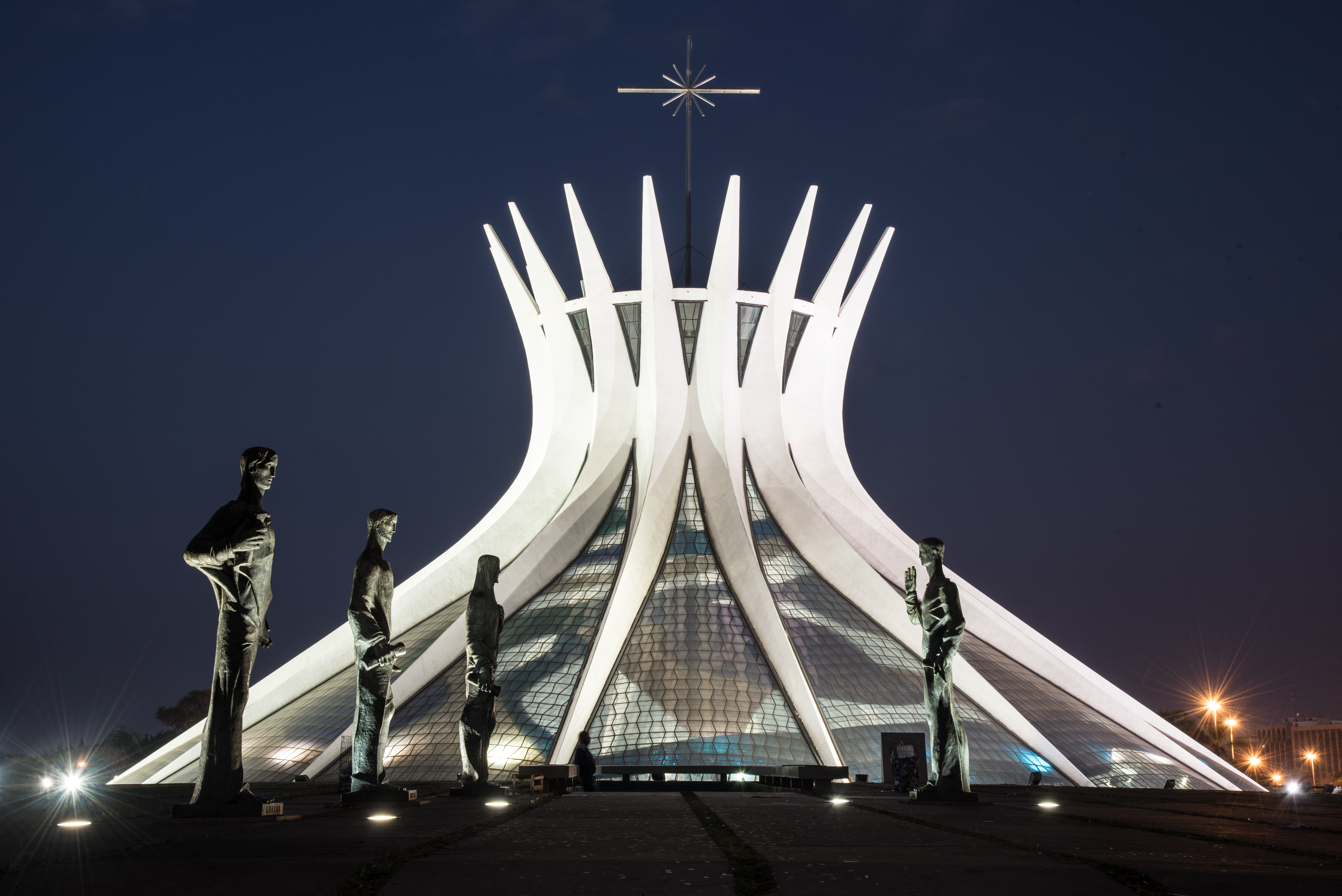
كنيسة برازيليا.

يعود حضور الكنائس البروتستانتية في البرازيل إلى الحقبة الإستعماريَّة، مع قدوم أعداد من التجار الهوغونوتيين من أتباع الكنيسة الإصلاحيَّة في محاولات لإستعمار البلاد في حين كان تحت الحكم الإستعماري البرتغالي، غير أن هذه المحاولات لن تستمر. تأسست بعثة فرنسية أرسلها جون كالفن في 1557، في واحدة من جزر خليج غوانابارا، وفي 10 مارس من العام نفسه، أقام هؤلاء الكالفينيين أول خدمة بروتستانتية في البرازيل، ووفقاً لبعض الروايات، هي الأولى في العالم الجديد. في القرن التاسع عشر ازدادت أعداد أتباع الكنائس البروتستانتية في البرازيل إلى حد كبير مع موجة المهاجرين الأوروبيين وكذلك نشاط المبشرين الأمريكيين والبريطانيين الذين تابعوا الجهود التي بدأت في عام 1820. خلال النصف الأول من القرن العشرين نمت البروتستانية الشعبية بشكل ملحوظ، حيث كان البروتستانت يمثلون أقل من 5% من السكان حتى عقد 1960، ولكن بحلول عام 2000 شكلوا أكثر من 20% السكان.
تاريخيًا ووفقًا لإحصائية تعود لعام 1930 توزّع البروتستانت البرازيليين بين 30% من أتباع الكنيسة المعمدانية وحوالي 24% من أتباع الكنيسة المشيخية. لكن منذ ثمينيات القرن العشرين ازداد عدد السكان الإنجيليين في البرازيل، وعلى مدى عشرة سنوات من سنة 2000 إلى 2010، ازدادت أعدادهم بحوالي 16 مليون شخص ليصبح تعدادهم 42.3 مليون نسمة كما جاء في «كريشين بوست»، وكذلك وفقًا للإحصائيات التي قام بها المعهد البرازيلي للجغرافيا والإحصاء.

#### الوضع الحالي

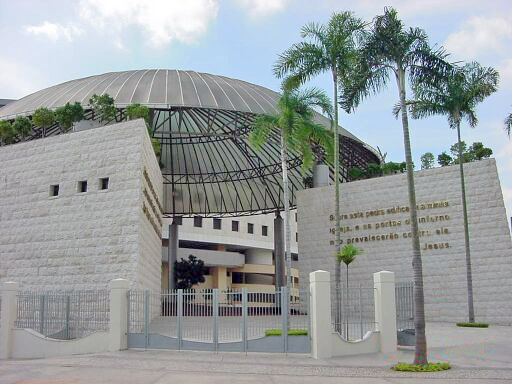
كنيسة مملكة الرب الخمسينية في مدينة ريو دي جانيرو.

لدى البرازيل فروع كثيرة من الطوائف المسيحية؛ وتشمل هذه الطوائف كل من الخمسينية، والبروتستانتية التقليديَّة والتي تشمل الكنيسة المعمدانية والمشيخية والميثودية. وفقًا لدراسة تعود لعام 2010 وجدت أن حوالي 37.8% من البرازيليين البروتستانت ينتمون إلى الكنائس الخمسينية، وحوالي 22.0% إلى البروتستانتية غير الطائفيَّة، وحوالي 8.8% إلى الكنيسة المعمدانية، وحوالي 5.4% إلى الكنيسة الأبرشانيَّة، وحوالي 3.6% إلى مذهب الأدفنتست، وحوالي 2.3% إلى الكنيسة اللوثرية، وحوالي 2.1% إلى الكنيسة المشيخية، بالمقابل انتمى حوالي 17.7% إلى كنائس بروتستانتية آخرى. هناك أيضًا حضور للكنيسة الأسقفيَّة الأنجليكانية في البرازيل، وهي جزء من المذهب الأنجليكاني ولديها حوالي 120,000 عضو.
يتواجد أتباع هذه الكنائس في الغالب في ميناس جيرايس وإلى الجنوب. في نفس المنطقة، تتواجد جماعات بروتستانتية ذات شأن في ميناس جيرايس وساو باولو بالإضافة إلى مدينة ريو دي جانيرو حيث يشكلون حوالي رُبع السكان، وتنتمي قطاعات واسعة من الطبقة الوسطى البرازيليَّة إلى البروتستانتية. أكبر نسب من البروتستانت تتواجد في المنطقة الشمالية (19.8%)، والمنطقة المركزية الغربية (18.9%) والمنطقة الجنوبية الشرقية (17.5%). بين عواصم الولايات، لدى ريو دي جانيرو أكبر نسبة من البروتستانت غير الخمسينيين في البلاد (10.07%)، يليها فيتوريا، وبورتو فاليو، وكويابا وماناوس. لكن غويانيا هي عاصمة الدولة التي تضم على أكبر نسبة من البروتستانت الخمسينيين في البلاد مع حوالي (20.41%)، تليها بوا فيستا، وبورتو فاليو، وبيلو هوريزونتي وبليم، وتحوي ولاية روندونيا الواقعة في الجزء الشمالي الغربي من البرازيل، على أكبر تركيز للإنجيليين، حيث تصل نسبتهم هناك إلى حوالي 33.8%.
وفقًا لدراسة المؤمنون في المسيح من خلفية مسلمة: إحصاء عالمي وهي دراسة أجريت من قبل جامعة سانت ماري الأمريكيّة في تكساس سنة 2015 وجدت أن عدد المسلمين في البرازيل المتحولين للديانة المسيحية يبلغ حوالي 2,200 شخص. الغالبية العظمى تحولت للمذهب الإنجيلي.

### مسيحية شرقية

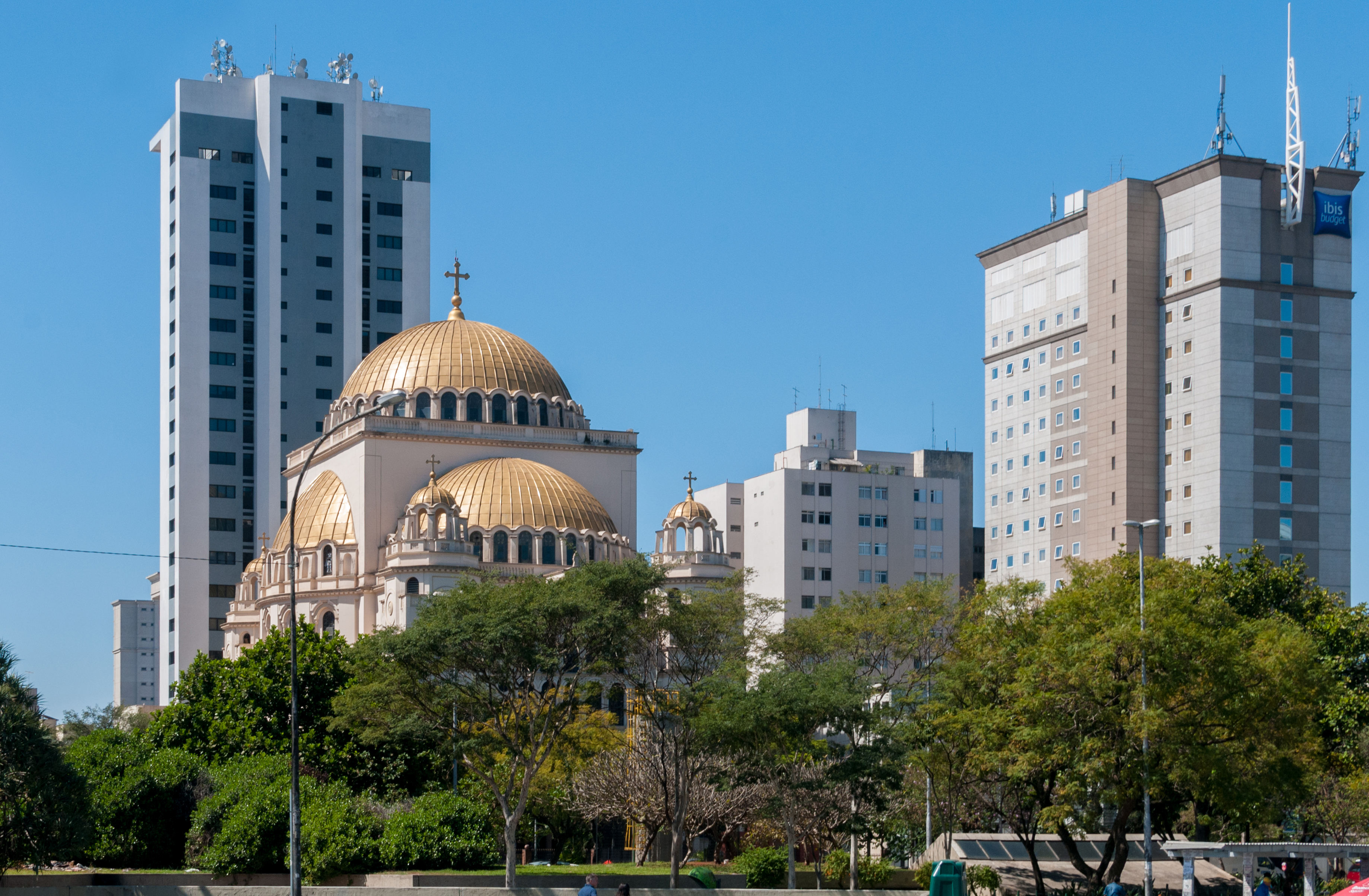
كاتدرائيَّة ميتروبوليتانا الأورثوذكسية في مدينة ساو باولو.

تُقدر أعداد الموارنة وهم من أتباع الكنيسة المارونية الكاثوليكيّة الشرقيّة، بحوالي 550,000 نسمة. ويبلغ عدد أتباع الكنيسة الأرثوذكسية الشرقية 500,000 شخص، وتتكون هذه الكنائس والمجتمعات من موجات المهاجرين من اللبنانيين والسوريين وفلسطينيين والأرمن واليونانيين، والروس والأوكرانيين في القرن التاسع عشر والقرن العشرين. وتُعد كاتدرائيَّة ميتروبوليتانا أورتودوكسا دي ساو باولو مركز بطريركية أنطاكية وسائر المشرق للروم الأرثوذكس في البرازيل. وتُعد أبرشية نوسا سينيورا دو بارايسو ساو باولو للروم الكاثوليك أكبر أبرشية تابعة لكنيسة الروم الملكيين الكاثوليك في العالم، ويتبع الأبرشية حوالي 436,000 روم كاثوليكي، والغالبية العظمى من أتباع الأبرشية هم عرب البرازيل ومن أصول لبنانيَّة وسوريَّة، ويعتبر رعايا الأبرشية من المجتمعات البارزة والمندمجة بشكل جيد في مدينة ساو باولو. وتضم البلاد على أقلية أرثوذكسية من المؤمنين القدماء، ومعظم أتباع طائفة المؤمنين القدماء هم من المواطنين ذوي الأصول الروسيَّة.
يعود أصول الغالبية الساحقة من البرازيليين الشرق أوسطيين أساسًا إلى ما هو الآن سوريا ولبنان (سوريا العثمانية) والغالبية العظمى منهم مسيحيون، كما أعتنق بعض المهاجرون المسلمين والدروز المسيحية لاحقاُ. كثيرًا ما يطلق على العرب مصطلح توركوس ويرجع ذلك إلى حقيقة أن العديد من الدول العربية كانت تحت سيطرة الإمبراطورية العثمانية في الوقت الذي بدأت فيه موجة الهجرة الكبيرة، ودخل معظم العرب الشوام إلى البلاد مع هويات عثمانية وكان قد هرب الكثير من العرب الشوام خاصًة المسيحين منهم من سياسة التي اتبعتها العثمانيين. وقد جاءت أيضًا جماعات عرقية من الأرمن التابعين لكنيسة الأرمن الأرثوذكس هربًا من المذابح التي قامت بها الدولة العثمانية بحقهم. يذكر أن غالبية اليونانيين في البرازيل هم من أتباع الكنيسة اليونانية الأرثوذكسية أمّا الأوكرانيين فحوالي 85% منهم من أتباع الكنيسة الأوكرانية الكاثوليكية وهي من الكنائس الكاثوليكية الشرقية وتعتبر الكنيسة أيضًا من دوحة التراث البيزنطي تاريخيًا وطقسيًا وثقافيًا.

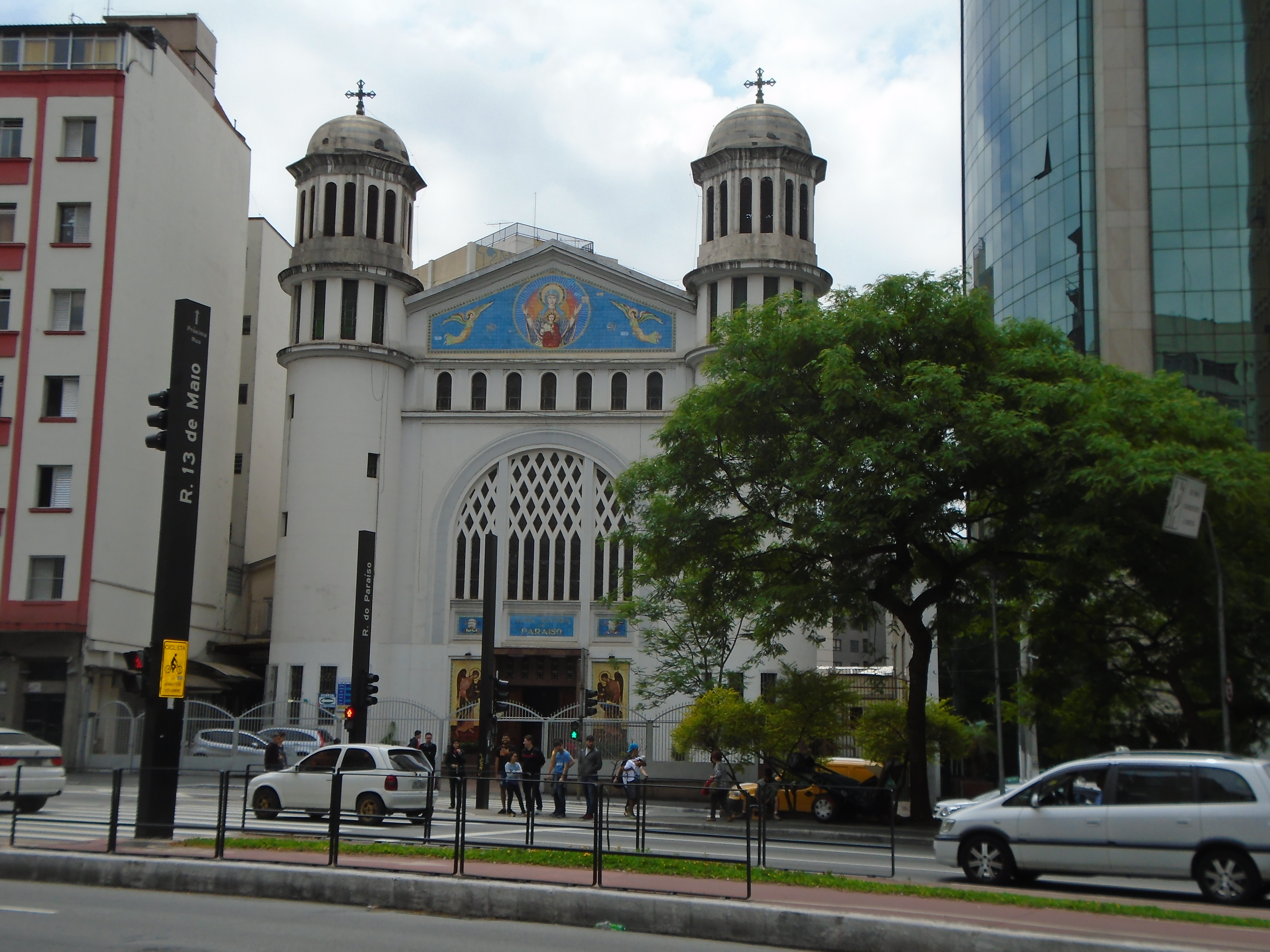
كاتدرائية نوسا سينيورا دو بارايسو للروم الملكيين في مدينة ساو باولو.

المجتمعات المسيحية المشرقية في البرازيل لها وجود بارز وهي مندمجة بشكل جيد، ويبرز أبنائها في مجال الأعمال التجارية، التجارة، الخدمات المصرفية، الصناعة، والسياسة خصوصًا في مدينة ساو باولو ومدينة ريو دي جانيرو. ويعتبر المسيحيين ذوي الأصول العربيَّة إلى جانب الأرمن في البرازيل عمومًا «أغنياء ومتعلّمين وذوي نفوذ». كما وتركت الجاليات المسيحية الشرقية بصمات واضحة بشكل واسع وانخرطوا في المجتمع وبرزوا في نواحي الحياة كافة السياسية والاجتماعيَّة والاقتصاديَّة، واحتلوا مناصب رفيعة في الدولة وأسسوا الجمعيات المختلفة. يذكر أنَّ الرئيس السابع والثلاثون للجمهورية البرازيليَّة ميشال تامر هو من أصول لبنانيَّة ومارونية.
المسيحيين من أصول عربيَّة معروفون بتأثيرهم الكبير في قطاعات الاتصالات والمنسوجات ووسائل الإعلام والبناء وغيرها الكثير، حيث يتولون مهنًا مثل الأطباء والمحامين والمهندسين ورجال الدين، ونتيجة لذلك، أكسبتهم نجاحاتهم قدرًا هائلًا من الدعم بين مجتمعاتهم في البرازيل، هذه المنظمات السياسية والنوادي الاجتماعية والمؤسسات الدينية والمدارس أفسحت المجال لأجيال من رد الجميل لمجتمعاتها الكبرى، من خلال بناء المستشفيات وملاعب كرة القدم والتبرع لقضايا إقليمية، ما ساعد في اكتساب المجتمعات العربية اعترافًا بأنها ليست واحدة من أكثر المجموعات ثراءً أو نشطة سياسيًا فحسب، بل أيضًا واحدة من الأكثر عطاءً. وظهرت مجموعة كبيرة من أسماء العائلات اللبنانية المؤثرة مثل معلوف وسعد ومظلوم، وغيرها التي بلغت مناصب ومراكز رفيعة في رئاسة البلديات والبرلمانات وحتى المناصب القضائية والإعلامية.

### طوائف آخرى
عام 2012 كانت كنيسة يسوع المسيح لقديسي الأيام الأخيرة تملك في عضويتها 1,173,533 مع 1,940 تجمع و315 مراكز التاريخ العائلي. في عام 2010، وصلت أعداد شهود يهوه في البرازيل 733,475 مع 10,796 تجمع.

## التأثير في المجتمع

### الثقافة

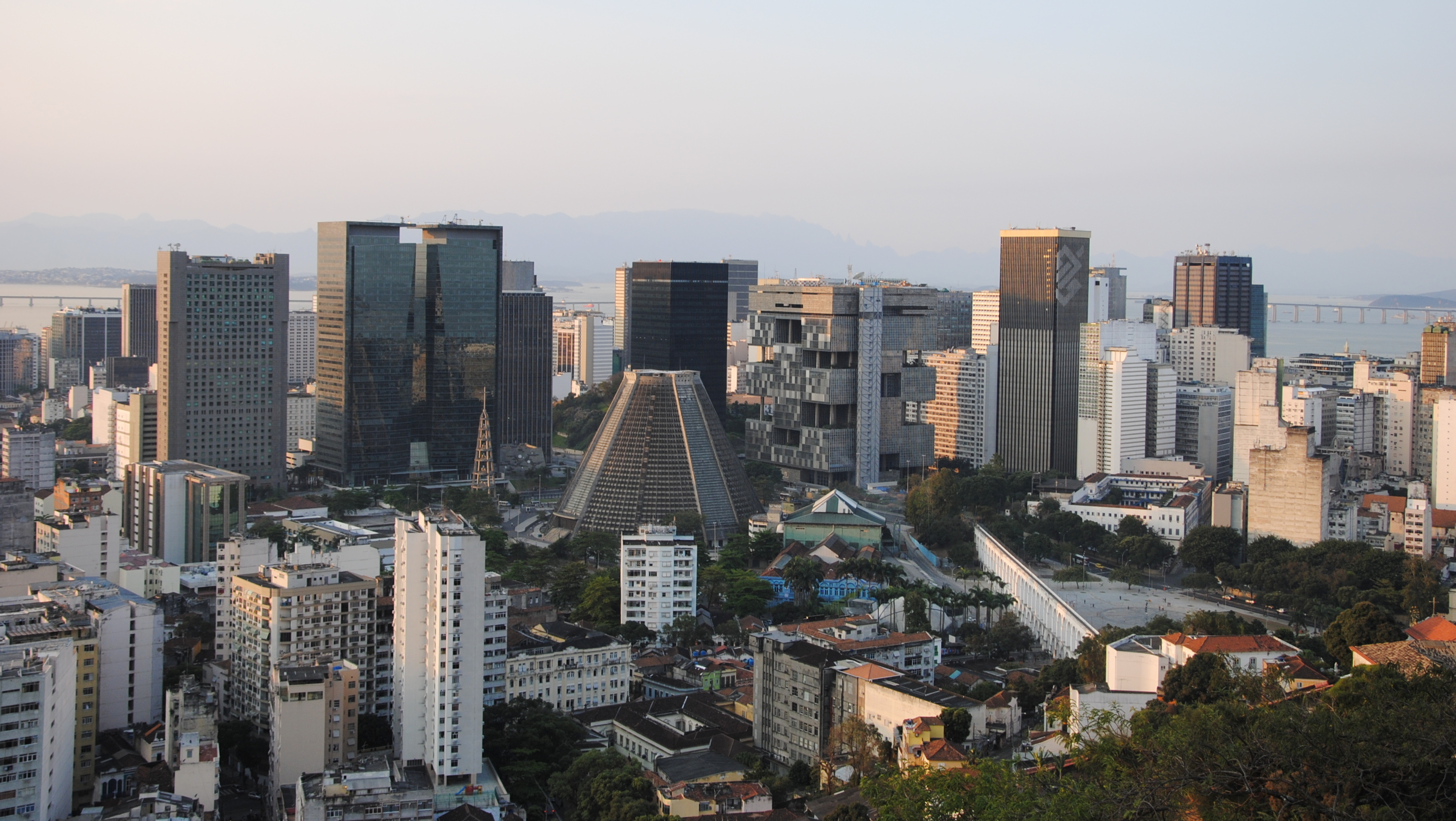
كاتدرائية ريو دي جانيرو تتوسط مركز المدينة التجاري.

تستمد الثقافة الأساسية للبرازيل من الثقافة البرتغالية، بسبب روابطها الاستعمارية القوية مع الإمبراطورية البرتغالية. وتعد الكنيسة الرومانية الكاثوليكية واحدة من الموروثات الرئيسيَّة التي قدمها البرتغاليين، إلى جانب اللغة البرتغالية والأساليب المعمارية الاستعمارية. الثقافة الكاثوليكية متجذرة في البرازيل ومثال على ذلك الإحتفالات الشعبية المتجذرة منذ قرون مع التقاليد البرتغالية، ولكن أيضاً المتأثرة بشكل كبير بالتقاليد الأفريقية وتقاليد السكان الأصليين. وتشمل التقاليد الشعبية الحج إلى الضريح الوطني للسيدة أباريسيدا، شفيعة البرازيل، والأعياد الدينية مثل «سيريو نزاري» (بالبرتغالية: Círio de Nazaré) في بليم و«فيستا دو ديفينو» (بالبرتغالية: Festa do Divino) في كثير من مدن البرازيل المركزية، إضافة إلى الكرنفالات والتي أكثرها شهرةً كرنفال ريو دي جانيرو وتسبق الكرنفالات يوم أربعاء الرماد. وقد أٌقيم كرنفال ريو لأول مرة في عام 1723، وهو الكرنفال الأكبر في العالم وفقًا لموسوعة غينيس للأرقام القياسية. المناطق التي تلقت العديد من المهاجرين الأوروبيين في القرن التاسع عشر والقرن العشرين، وخاصًة مع قدوم موجات من المهاجرين الإيطاليين والألمان للمناطق الجنوبيَّة، فإنَّ التقاليد الكاثوليكية فيها هي أقرب إلى التقاليد المسيحية التي تُمارس في أوروبا.
بدأ التبشير الإنجيليّ كظاهرة أمريكيّة، والتي نجمت عن ثقافة وسائل الإعلام في الولايات المتحدة حيث يقع مقر أكبر خمس تكتلات إعلامية في العالم في الولايات المتحدة، وينتجون الكثير من وسائل الإعلام التي يتابعها الأمريكيون. ومنذ عقد 1980 تزايد التبشير الإنجيليّ المنتج محليًا في البرازيل. اليوم تملك الكنائس المسيحية في البرازيل شبكة واسعة من الشبكات التلفزيونية المسيحية مثل شبكة أباريسيدا التلفازية الكاثوليكية وريدي فيدا وشبكة التلفزيون الدولية الإنجيلية وغيرها. وتعتبر شبكة التلفزيون ريكورد تي في ثاني أكثر الشبكات التلفزيون شعبية في البرازيل، حاليًا الشبكة مملوكة من قبل رجل الأعمال البرازيلي إيدير ماسيدو، وهو أيضًا مؤسس وأسقف الكنيسة العالمية لملكوت الله الخمسينية. توفر ريكورد تي في بث يومي للبرامج الدينية ذات الطابع المسيحي، كما وتنتج الشبكة مسلسلات وأفلام ومسلسلات رسوم متحركة وبرامج ترفيهية ذات طابع مسيحي أو مناسبة للأسرة.

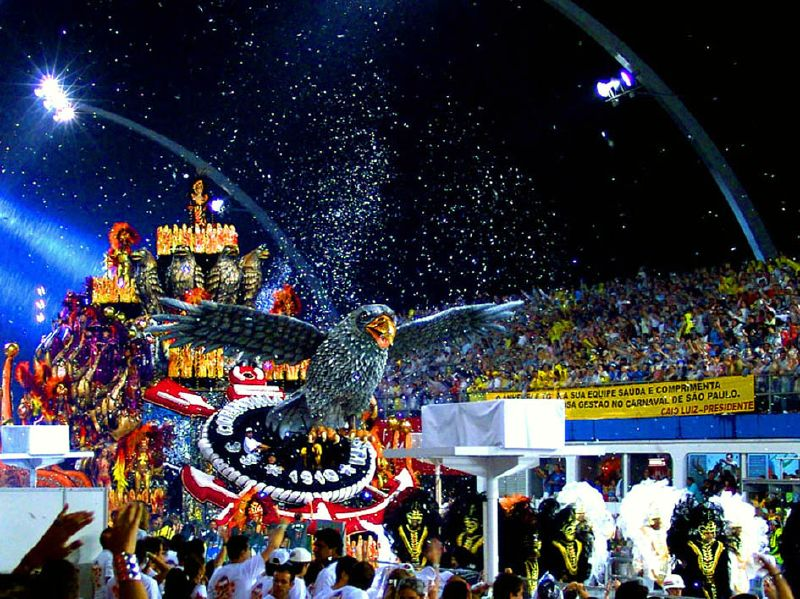
كرنفال ريو دي جانيرو
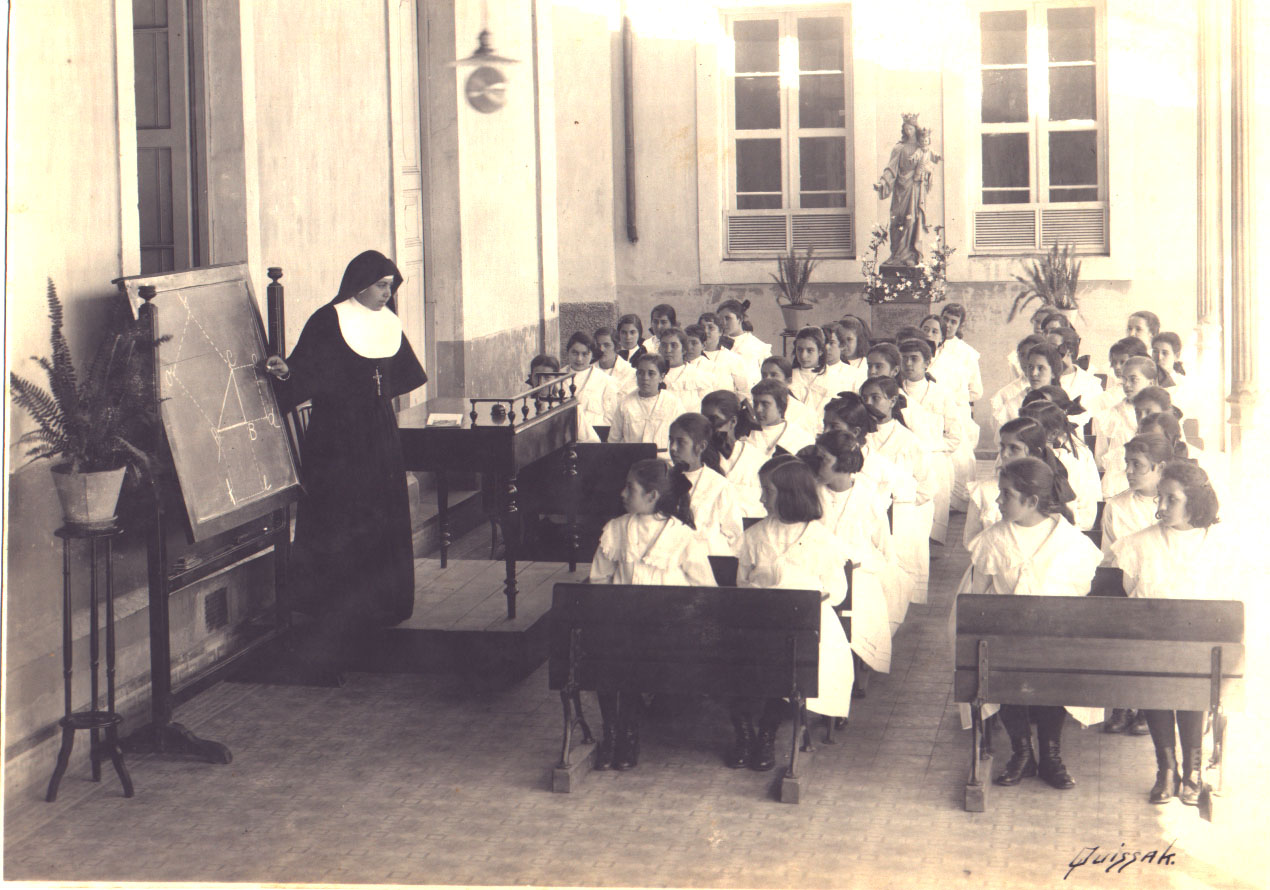
صورة لراهبة تُدَّرس الرياضيات للفتيات في البرازيل عام 1917
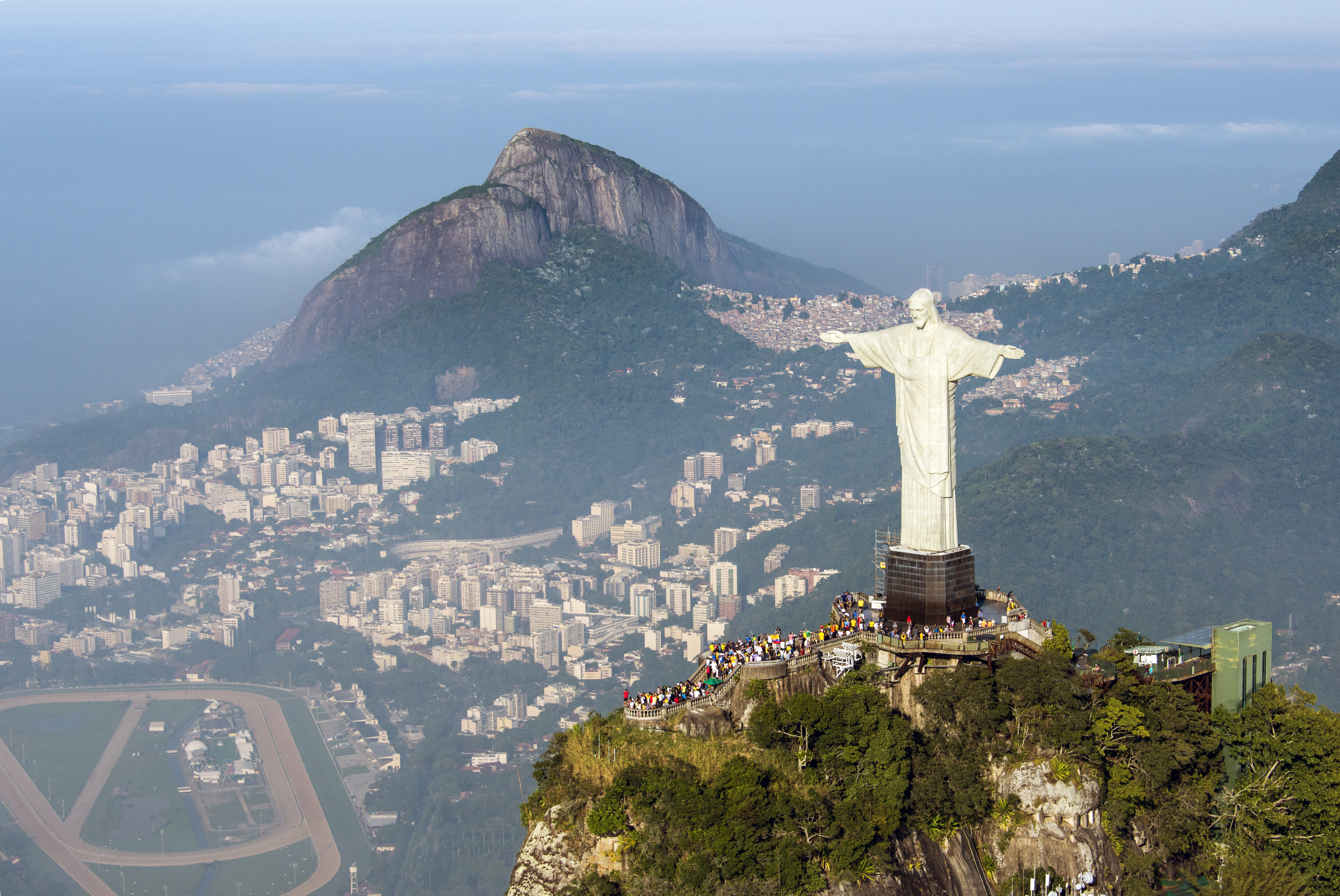
تمثال المسيح الفادي في مدينة ريو دي جانيرو
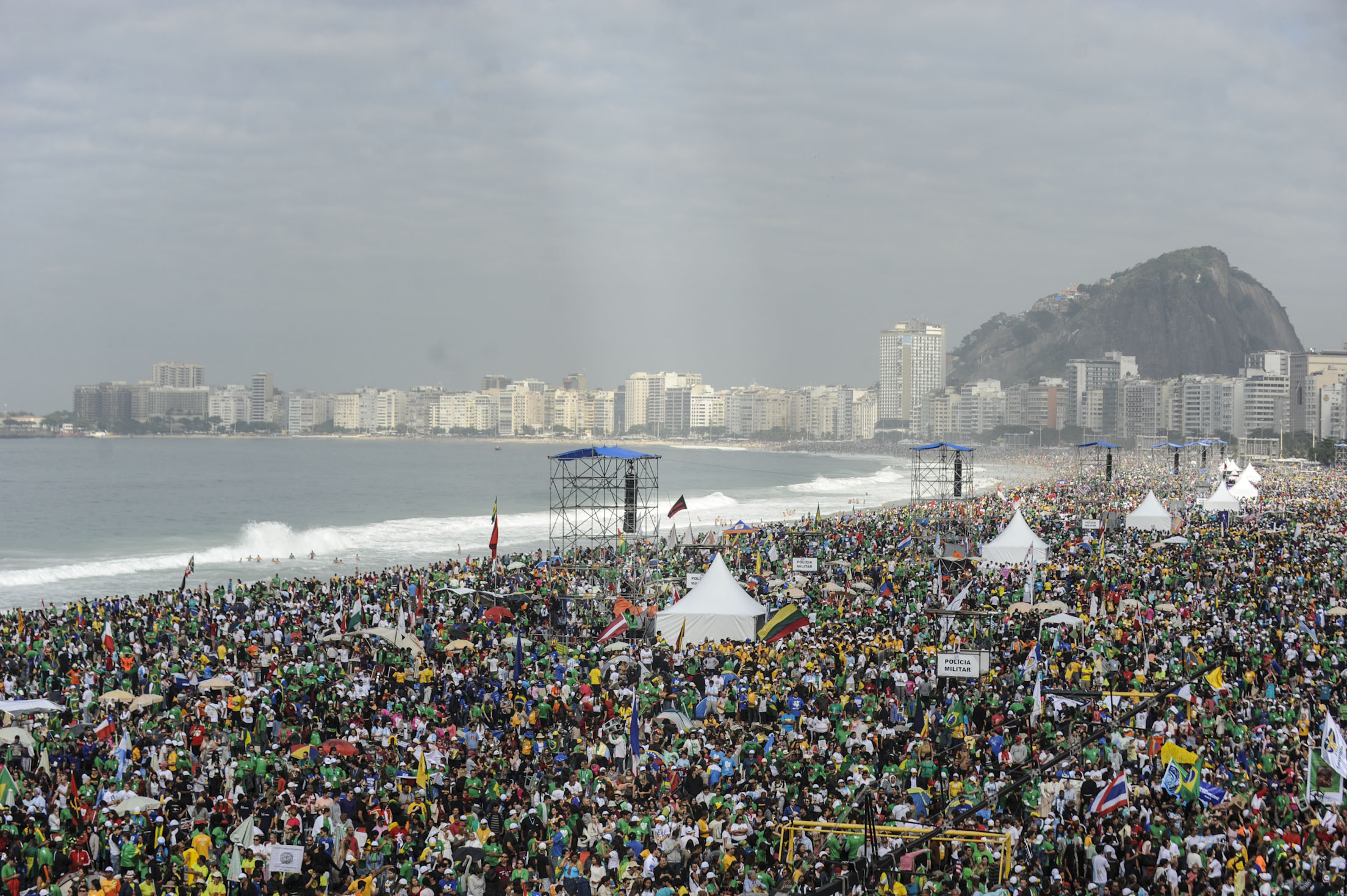
حشود من الكاثوليك خلال موسم الحج احتفالات يوم الشبيبة الكاثوليكية العالمي في ريو دي جانيرو
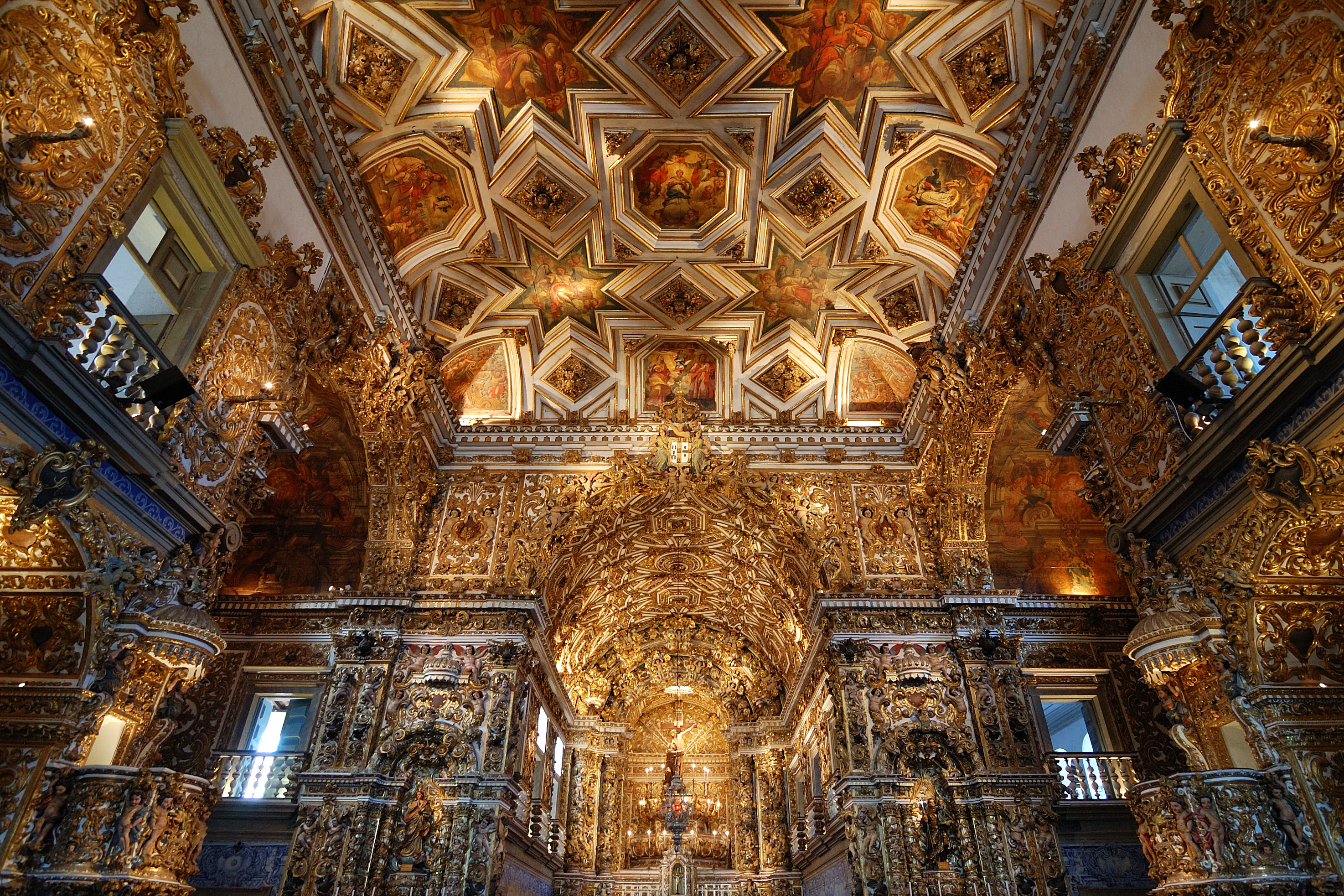
كنيسة القديس فرنسيس في مدينة سالفادور في ولاية باهيا

### الثقافة الشعبية
وفقاً للكاتب ويكهام كلايتون من جامعة روهامبتون تزايدت ظاهرة مسلسلات التيلينوفيلا التوراتية التي تم إنتاجها في البرازيل وأميركا اللاتينية مؤخرًا. ويُشير كلايتون أنه منذ توحيد التلفزيون في الستينيات في القرن العشرين، أصبحت التيلينوفيلا المنتج الثقافي الرئيسي في البرازيل وأمريكا اللاتينية - خاصةً من شركة جلوبو، والتي تجذب جميع مشاهدي أوقات الذروة. لكن خلال السنوات الأخيرة، حُظيت قناة أخرى، ريكورد تي في المملوكة من قبل رجل الأعمال البرازيلي إيدير ماسيدو، وهو أيضًا مؤسس وأسقف الكنيسة العالمية لملكوت الله الخمسينية، ببعض الاهتمام لتجربة إستراتيجية مختلفة في إنتاج التيلينوفيلا التوراتية. منذ عام 2010، أنتجت ريكورد تي في مسلسلات تلفزيوني وسلسلة تيلينوفيلا دراميَّة تُركز على الروايات التوراتية لجذب جمهور جديد. كان من ضمن مسلسلات تيلينوفيلا التي حُظيت بشعبية المسلسل البرازيلي لعازر والغني المستوحى من مَثل لعازر والغني. واستفادت الطوائف الإنجيلية في أمريكا اللاتينية من شبكة واسعة من الكنائس، مستخدمة بشكل حاذق التلفزيون والراديو ووسائل التواصل الاجتماعي لجذب ملايين المسيحيين.

### السياسة

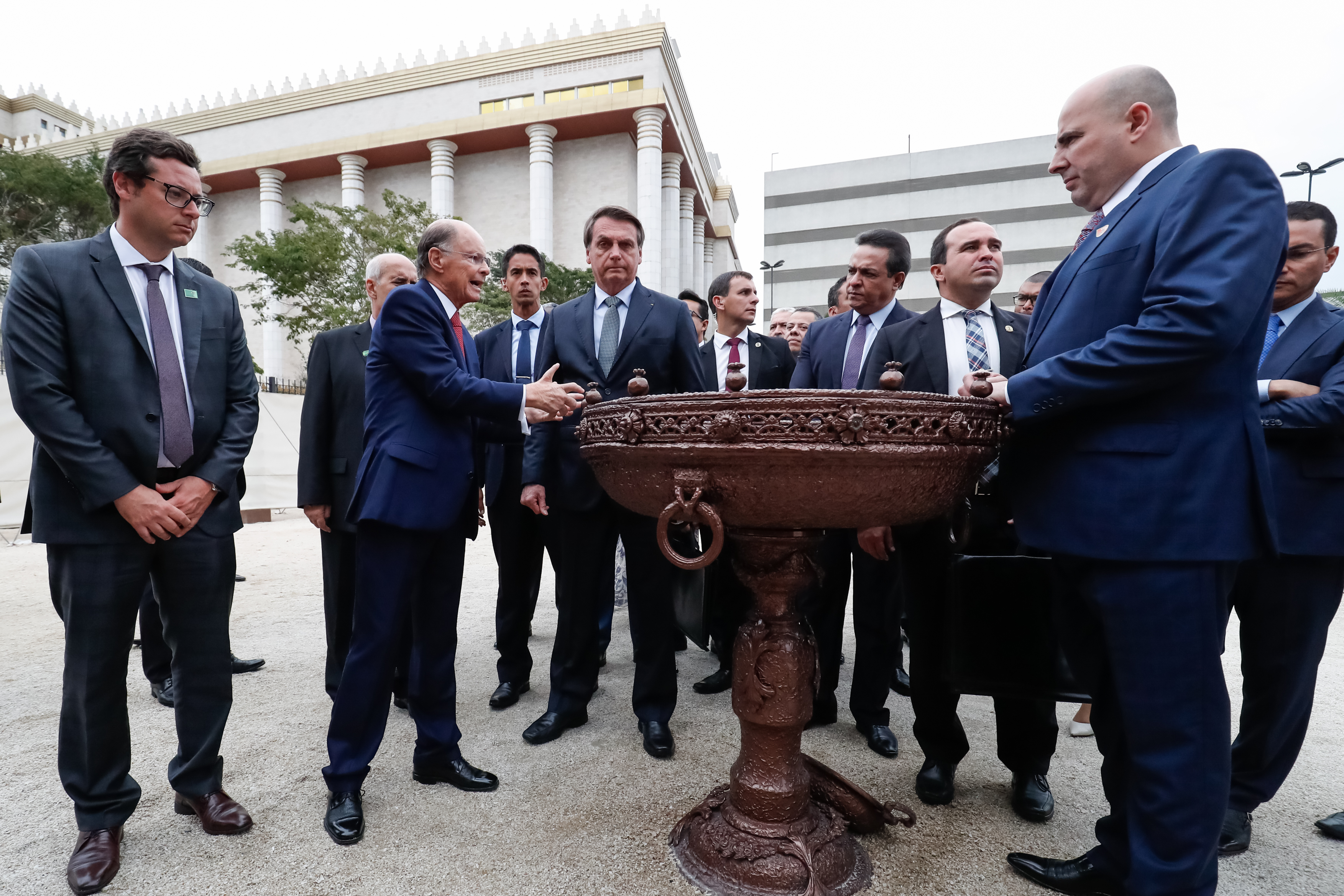
جايير بولسونارو يزور معبد سليمان في مدينة ساو باولو.

فُصل الدين عن الدولة في أول دستور جمهوري في عام 1891 وجُعل كل الأديان متساوية في مدونات القانون، ولكن الكنيسة الكاثوليكية بقيت مؤثرة جداً حتى 1970. على سبيل المثال، وذلك بسبب المعارضة الشديدة للكنيسة الكاثوليكية، لم يُسمح بالطلاق في البرازيل حتى عام 1977 حتى لو كان انفصل الزوجان من دين مختلف. من الأمثلة الأخيرة حول تأثير الكنيسة على المسائل السياسيّة التغييرات التي أجريت من قبل الحكومة الاتحادية في البرنامج الوطني الثالث لحقوق الإنسان فيما يتعلق باقتراحها لإضفاء الشرعية على الإجهاض، وذلك بعد ضغوط من المؤتمر الوطني للأساقفة البرازيلي. وعلى الرغم من ذلك واصلت الحكومة بطرح قضايا تناقص تعاليم الكنيسة مثل دعم زواج المثليين وحق الأزواج من المثليين تبني الأطفال وهي قضايا ترفضها الكنيسة. في أواخر القرن العشرين، ظهرت حركة لاهوت التحرير داخل الكنيسة، والتي ركزت على الفقراء وحاولت السعي لتحقيق العدالة الاجتماعية في السياسة والمجتمع. نظمت الكنيسة مجتمعات في جميع أنحاء البلاد للعمل من أجل التنمية الاجتماعية على المستوى المحلي. وأنشئت أيضًا مؤسسات كنسيَّة من الأساقفة لهذه الأغراض، مثل اللجنة الرعوية لشؤون العمال والسكان الأصليين ولجنة العدل والسلام لتنسيق النشاطات الإنسانية والاجتماعية والنقابية، والعمل السياسي والإعلامي في مواجهة التعذيب والفساد وانتهاكات حقوق الإنسان.
منذ عقد 1980 ازداد عدد السكان الإنجيليين في البرازيل، وتملك الطائفة الإنجيلية في البرازيل راهناً أكثر من 14 ألف كنيسة موزّعة على كل الولايات البرازيلية، ويرأسها الأسقف إيدير ماسيدو، الذي يدير ثروة تقدّر بنصف مليار دولار ويملك ثاني أهم محطة للتلفزيون في البرازيل. وهذه المحطة كرّست معظم أنشطتها لتغطية حملة جايير بولسونارو. كذلك يرأس بلدية ساو باولو (كبرى مدن البرازيل) حاليّا أسقف إنجيلي سابق فاز بنسبة 60% في الجولة الأولى على منافسه اليساري فرناندو حداد المرشح الحالي عن حزب العمّال لرئاسة الجمهورية. تتركز سطوة الإنجيليين البرلمانية فيما يعرف باسم «مجموعة الكتاب المقدس»؛ فقد كانت الكنائس الإنجيلية ممثلة خلال الدورة البرلمانية السابقة بحوالي 81 نائباً (من إجمالي 513)، فضلاً عن ثلاثة أعضاء في مجلس الشيوخ (من إجمالي 81 سيناتور)؛ لذا ارتأت الكنائس الإنجيلية تشكيل مجموعة برلمانية متماسكة، ومنظمة على نحو جيد، تسمح لهم بالتصدي للممارسات المناهضة لها. وكانت هذه المجموعة هي المسؤولة عن رفض المبادرات الخاصة بتقنين الإجهاض والزواج بين الأشخاص من الجنس نفسه، الذي سمحت به المحكمة العليا البرازيلية عام 2014، وقد تأسست مجموعة (3 بي)، لدعم الرئيس إيدير ماسيدو، التي تضمّ كلّاً من «مجموعة الكتاب المقدس»، متحالفة مع المدافعين عن حرية اقتناء الأسلحة للدفاع عن النفس، وكبار المنتجين الزراعيين، وأرباب أعمال مشروعات الثلاجات.

### التعليم

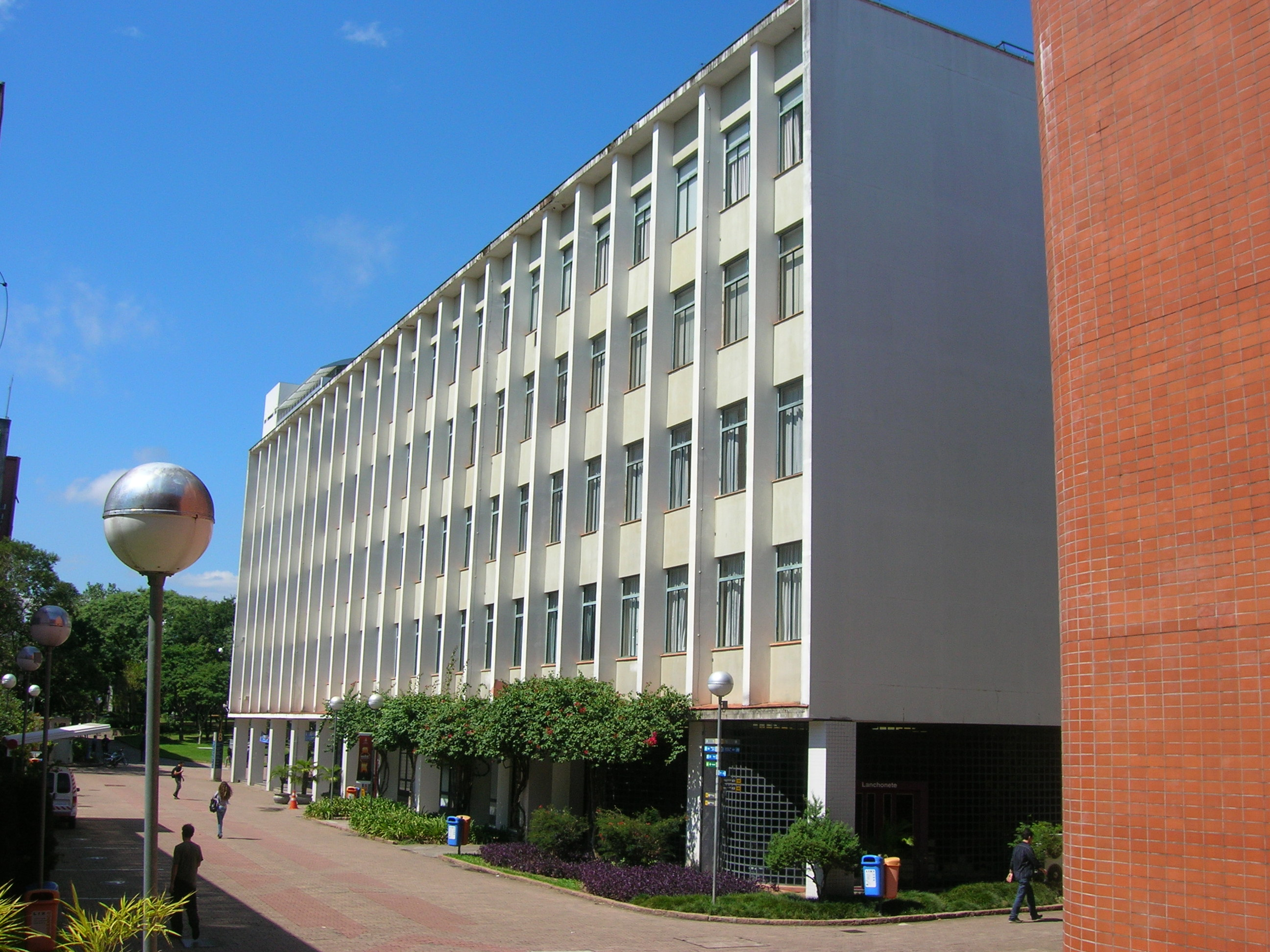
كليّة الآداب في الجامعة البابوية الكاثوليكية في ريو غراندي دو سول.

باعتبارها أكبر دولة كاثوليكية في العالم، لمؤسسات التعليم الكاثوليكية تقليد كبير في البرازيل. أسسس اليسوعيون أولى المدارس في البلاد، وذلك بهدف تنصير السكان البرازيليين الأصليين. في أواخر القرن الثامن عشر، قام الوزير البرتغالي ماركيز بومبال بطرد اليسوعيون من البرتغال ومصادرة ممتلكاتها في الخارج. وقد تم الاستيلاء على المدارس اليسوعية وأدخلت إصلاحات تعليمية في جميع أنحاء الإمبراطورية. منذ ذلك الحين، أضحت المدارس الحكومية العلمانية، ولكن بقيت المدارس الكاثوليكية الخاصة موجودة والتي تعد من بين أفضل المدارس في البلاد، ويرتدها أبناء النخب السياسية والاجتماعية في البلاد.
وفقًا لوزارة التربية والتعليم هناك حاليًا أكثر من 30 جامعة كاثوليكية في البرازيل. أولى هذه الجامعات كانت الجامعة البابوية الكاثوليكية في ريو غراندي دو سول، التي أسسها الإخوة المريميين في عام 1931. وفقًا لوزارة التربية والتعليم تحتل الجامعة البابوية الكاثوليكية في ريو دي جانيرو مقدمة أفضل جامعة خاصة في البلاد، تسبقها فقط الجامعة الاتحادية في ريو دي جانيرو في ولاية ريو دي جانيرو.
تم اختيار الجامعة البابوية الكاثوليكية ميناس جيرايس من قبل الوزارة كأفضل جامعة خاصة في البلاد، والأفضل في ميناس جيريس، في عام 2012. وفي عام 1969 أصبحت الجامعة البابوية الكاثوليكية في ساو باولو أول معهد للتعليم العالي في البرازيل يُقدم مسلول في مرحلة ما بعد التخرج.

### كرة القدم

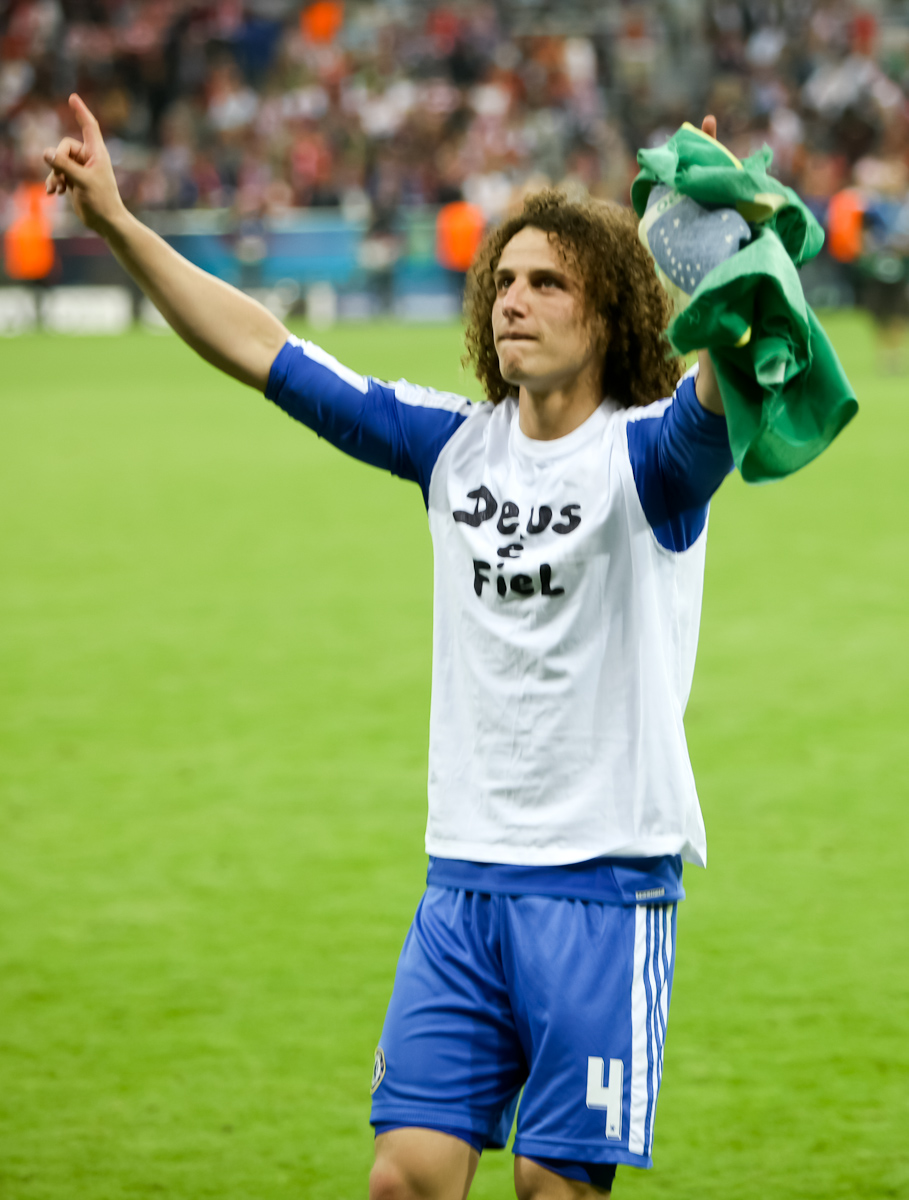
لاعب كرة القدم البرازيلي دافيد لويز يرتدي قميص مكتوب عليه عبارة الله مخلص بعد انتصار نادي تشيلسي في نهائي دوري أبطال أوروبا 2012.

في عقد 1970 زادت نسبة البروتستانت الإنجيليين مُقارنةً بنسب الكاثوليك في البرازيل، يُفسر بعض الدارسين تلك الظاهرة بأنها ترجع بشكل كبير لعدة عوامل أهمها تغيير مناخ المجتمع البرازيلي، وانتشار المبشرين وسط البيئات العاملة والأحياء السكنية، وزرع فكرة الروح الطاهرة والأخلاق الحميدة. كما ربطها البعض الآخر بكرة القدم بعد كأس العالم 1994 والذي حققت لقبه البرازيل وكان المُنتخب يضم ستة لاعبين من «رياضيين من أجل المسيح» والتي تعتبر جماعة إنجيلية تتبع الطائفة البروتستانتية المحافظة وهم «زينهو ومازينهو وتافاريل وجورجينهو وموللر وباولو سيرجيو».
وتعد كرة القدم هي أهم رياضة في البرازيل، المنتخب البرازيلي لكرة القدم واحدة من أفضل المنتخبات في العالم ويحمل لقب بطل العالم خمس مرات
هذا التغيير في رأي طائفة مثل تلك في لعبة ككرة القدم ناتج عن مدى تأثير كرة القدم في الشعب البرازيلي وارتباطهم بها لدرجة أنه عندما أراد أحدهم التبشير أو الدعوة لمذهب ديني معين اختار ممثلون من كرة القدم لأنها تُبث لملايين على التلفزيون. بين الطبقات الفقيرة في البرازيل حيث لا يوجد تعليم على مستوى عالٍ تُعد كرة القدم هي الطريق الوحيد للنجاح والنجاة بأسرة كاملة، لذلك فإن حلم أي طفل برازيلي هو أن يصبح لاعب كرة ناجح ومشهور والوحيد القادر على تحقيق هذا الحلم هو الله، وبالتالي يقترن التدين بطريقة تحقيق هذا الحلم.
وينفق اللاعبين المُتدينين أمثال ريكاردو كاكا وجورجينيو ودافيد لويز ونيمار ولوسيو عُشر أموالهم على الكنيسة وأي مُكتسبات من الإعلانات كذلك، فاللاعبون لديهم قناعة تامة أنهم يصبحون أكثر طاعة للمدرب نتيجة طاعتهم للإله، وبالتالي يحافظون على أجسادهم وبالتالي يستطيعون تقديم كل ما لديهم في كرة القدم. كما أن موللر لاعب المنتخب البرازيلي في التسعينات من القرن العشرين قد أصبح قسًا بعد اعتزاله كرة القدم بسنواتٍ قليلة، وكذلك اللاعب ريفالدو الحائز على الكرة الذهبية كأفضل لاعب في العالم عام 1999، قد أسس لاحقاً كنيسة ضخمة في البرازيل. وتحضر الرموز المسيحية مثل رسم إشارة الصليب بقوة بين البرازيليين في العديد من ملاعب كرة القدم، خصوصًا خلال دوري أبطال أوروبا وكأس العالم لكرة القدم. على سبيل المثال بعد الفوز في نهائي دوري أبطال أوروبا، خلع ريكاردو كاكا قميص نادي إيه سي ميلان، وأظهر قميص يرتديه مكتوب عليه عبارة : «أنا أنتمي للمسيح»، وعندما فازت البرازيل كأس العالم لكرة القدم 2002 في اليابان ركع الفريق بصلاة شكر وعلى منصّة المنتصرين كان بعض اللاعبين يرتدون قمصانًا مكتوبًا عليها «أنا أنتمي ليسوع» و«يسوع يحبّك». أصبح الأمر في البرازيل أشبه ما يكون بالدائرة المُفرغة، الطفل يتشبث بالدين ليُحقق أمانيه بلعب كرة القدم ليُنقذ نفسه وعائلته من الفقر، وعندما يُصبح لاعبًا لكرة القدم يدعو الكثيرين ليصبحوا مثله فيقتدي به كثير من الأطفال وهكذا.

## الإلترام الديني

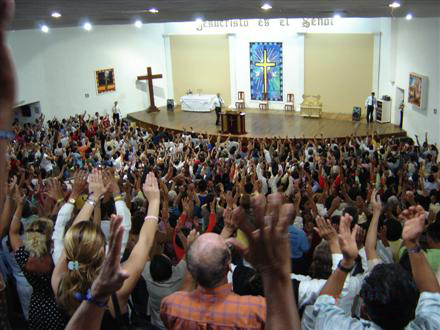
كنيسة إنجيلية في البرازيل: تشهد الإنجيليَّة نموًا هامًا في البرازيل.

وجدت دراسة قامت بها مركز بيو للأبحاث عام 2014 أنَّ حوالي 72% من مسيحيي البرازيل يعتبرون للدين أهميَّة في حياتهم، ويؤمن 99% من الكاثوليك والبروتستانت بالله، ويؤمن 67% من الكاثوليك وحوالي 83% من البروتستانت بحرفيَّة الكتاب المقدس. وقد وجدت دراسة قامت بها مركز بيو للأبحاث عام 2014 أنَّ حوالي 45% من المسيحيين يُداومون على حضور القداس على الأقل مرة في الأسبوع. في حين أنَّ 61% من المسيحيين يُداومون على الصلاة يوميًا.
على المستوى المذهبي وجدت الدراسة أنَّ البروتستانت هي المجموعات الدينية التي تملك أعلى معدلات حضور وانتظام للطقوس الدينية مع وجود أغلبية من الملتزمين دينيًا. عمومًا يعتبر البروتستانت الإنجيليين أكثر تدينًا من الكاثوليك؛ وقد وجدت دراسة قامت بها مركز بيو للأبحاث عام 2014 أنَّ حوالي 79% من البروتستانت يُداوم على الصلاة يوميًا بالمقارنة مع 59% من الكاثوليك. ويُداوم 76% من البروتستانت على حضور القداس على الأقل مرة في الأسبوع بالمقارنة مع 37% من الكاثوليك. ويقرأ حوالي 62% من البروتستانت الكتاب المقدس أسبوعيًا على الأقل بالمقارنة مع 17% من الكاثوليك. ويصُوم حوالي 50% من البروتستانت خلال الصوم الكبير بالمقارنة مع 32% من الكاثوليك. ويُقدم حوالي 70% من البروتستانت الصدقة أو العُشور، بالمقارنة مع 39% من الكاثوليك. ويصوم حوالي 50% من البروتستانت خلال فترة الصوم بالمقارنة مع 32% من الكاثوليك. وقال حوالي 36% من البروتستانت أنهم يشتركون في قيادة مجلس الكنيسة أو مجموعات صلاة صغيرة أو التدريس في مدارس الأحد، بالمقارنة مع 13% من الكاثوليك.

### القضايا الإجتماعية والأخلاقية
عمومًا يعتبر البروتستانت أكثر محافظة اجتماعيًة بالمقارنة مع الكاثوليك؛ يعتبر حوالي 88% من البروتستانت الإجهاض عمل غير أخلاقي بالمقارنة مع 80% من الكاثوليك، ويعتبر حوالي 83% من البروتستانت المثلية الجنسية ممارسة غير اخلاقية وخطيئة بالمقارنة مع 57% من الكاثوليك، حوالي 74% من البروتستانت يعتبر شرب الكحول عمل غير أخلاقي بالمقارنة مع 47% من الكاثوليك، ويعتبر حوالي 79% من البروتستانت العلاقات الجنسية خارج إطار الزواج ممارسة غير أخلاقية بالمقارنة مع 44% من الكاثوليك، ويعتبر حوالي 39% من البروتستانت الطلاق عمل غير أخلاقي بالمقارنة مع 17% من الكاثوليك.